# Literatura do Antigo Egito

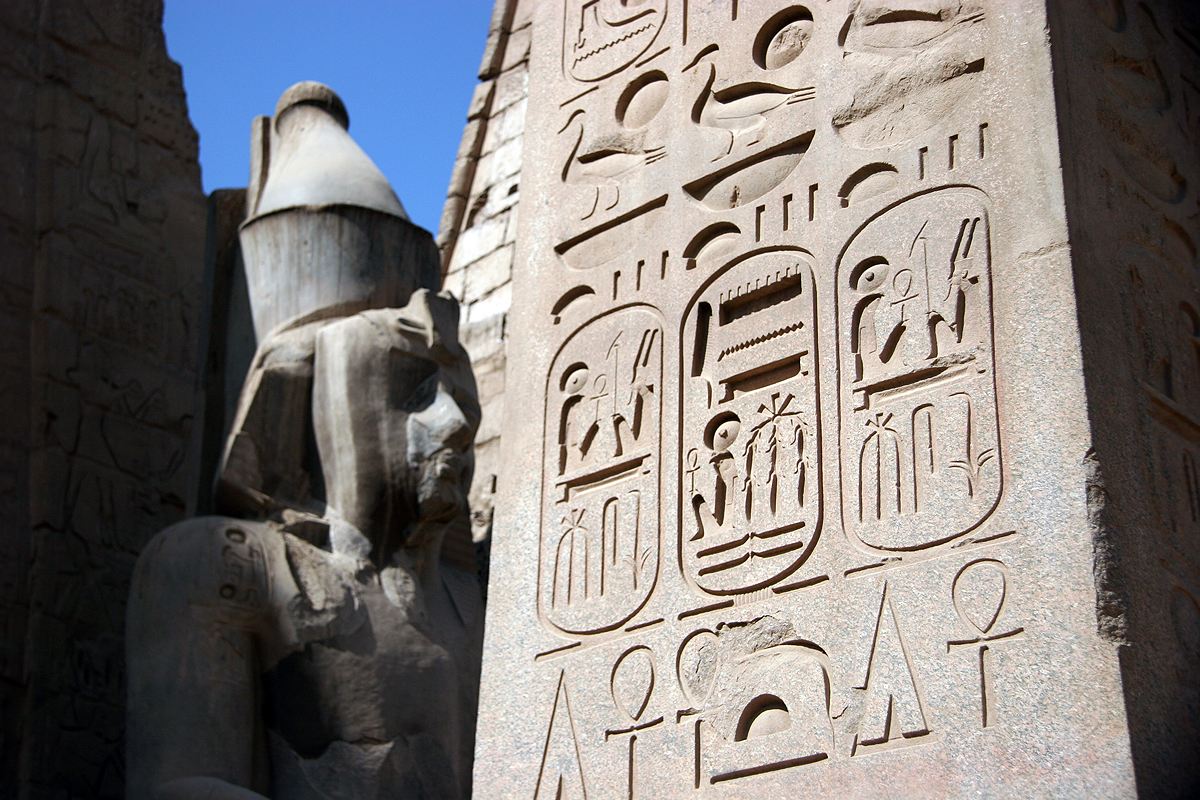
Hieróglifos egípcios com cartuchos para o nome de "", no Templo de Luxor, Império Novo

A literatura do Antigo Egito refere-se ao conjunto de escritos em língua egípcia durante o período faraônico do Antigo Egito até o fim da dominação romana. Representa a mais antiga coletânea da literatura egípcia. Junto com a literatura suméria, é considerada a mais antiga literatura do mundo.
A escrita no Antigo Egito —  hieroglífica e hierática — apareceu pela primeira vez no final do quarto milênio a.C., durante a fase final do Egito pré-dinástico. Até o Império Antigo (século XXVI ao XXII a.C.), obras literárias incluíam textos funerários, epístolas e cartas, hinos, poemas e textos autobiográficos comemorativos recontando as carreiras dos funcionários administrativos de destaque. Não foi até o início do Império Médio (século XXI ao XVII a.C.) que uma literatura egípcia narrativa foi criada. Esta foi uma "revolução dos meios de comunicação", que, de acordo com Richard B. Parkinson, resultou-se da ascensão da classe intelectual dos escribas, novas sensibilidades culturais sobre individualidade, níveis sem precedentes de alfabetização e o acesso regular a materiais escritos. Entretanto, acredita-se que a taxa de alfabetização fosse menor do que um por cento de toda a população. A criação da literatura foi, assim, uma prática da elite, monopolizada por uma classe de escribas ligados a ofícios do governo e da corte real do faraó no poder. No entanto, não há consenso total entre os estudiosos modernos sobre a dependência da literatura egípcia antiga na ordem sociopolítica das cortes reais.
O Egípcio médio, a língua falada do Império Médio, tornou-se uma língua clássica durante o Império Novo (século XVI ao XI a.C.), quando o idioma vernáculo conhecido como egípcio tardio apareceu por escrito. Escribas do Império Novo canonizaram e copiaram muitos textos literários escritos em egípcio médio, que se manteve como linguagem usada para leituras orais de textos de hieróglifos sagrados. Alguns gêneros de literatura do Império Médio, como "ensinamentos" e contos de ficção, permaneceram populares no Império Novo, embora o gênero de textos proféticos não foi revivido até o período Ptolemaico (século IV ao I a.C.). Contos populares incluíam as Aventuras de Sinué e O Camponês Eloquente, enquanto textos importantes de ensino incluíam as Instruções de Amenemés e o Ensino Lealista. No período do Império Novo, a escrita de grafite comemorativo em paredes sagradas dos templos e túmulos floresceu como um gênero original da literatura, ainda empregando frases estereotipadas semelhantes a outros gêneros. O reconhecimento da autoria legítima permaneceu importante somente em alguns gêneros, enquanto que os textos do gênero "ensino" eram pseudônimos e falsamente atribuídos a proeminentes figuras históricas.
A literatura egípcia antiga foi preservada em uma ampla variedade de meios de comunicação. Isto inclui rolos de papiro e maços, calcário ou cerâmica de óstraco, placas de escrita de madeira, edifícios monumentais de pedra e sarcófagos. Textos preservados e desenterrados por arqueólogos modernos representam uma pequena fração do material literário egípcio antigo. A área da planície de inundação do Nilo está sub-representada, pois o ambiente úmido é inadequado para a preservação dos papiros e inscrições de tinta. Por outro lado, esconderijos escondidos dos textos literários, enterrados por milhares de anos, foram descobertos em assentamentos nas margens secas dos desertos da civilização egípcia.

## Escritos, mídias e linguagens

### Hieróglifos, hierático e demótico

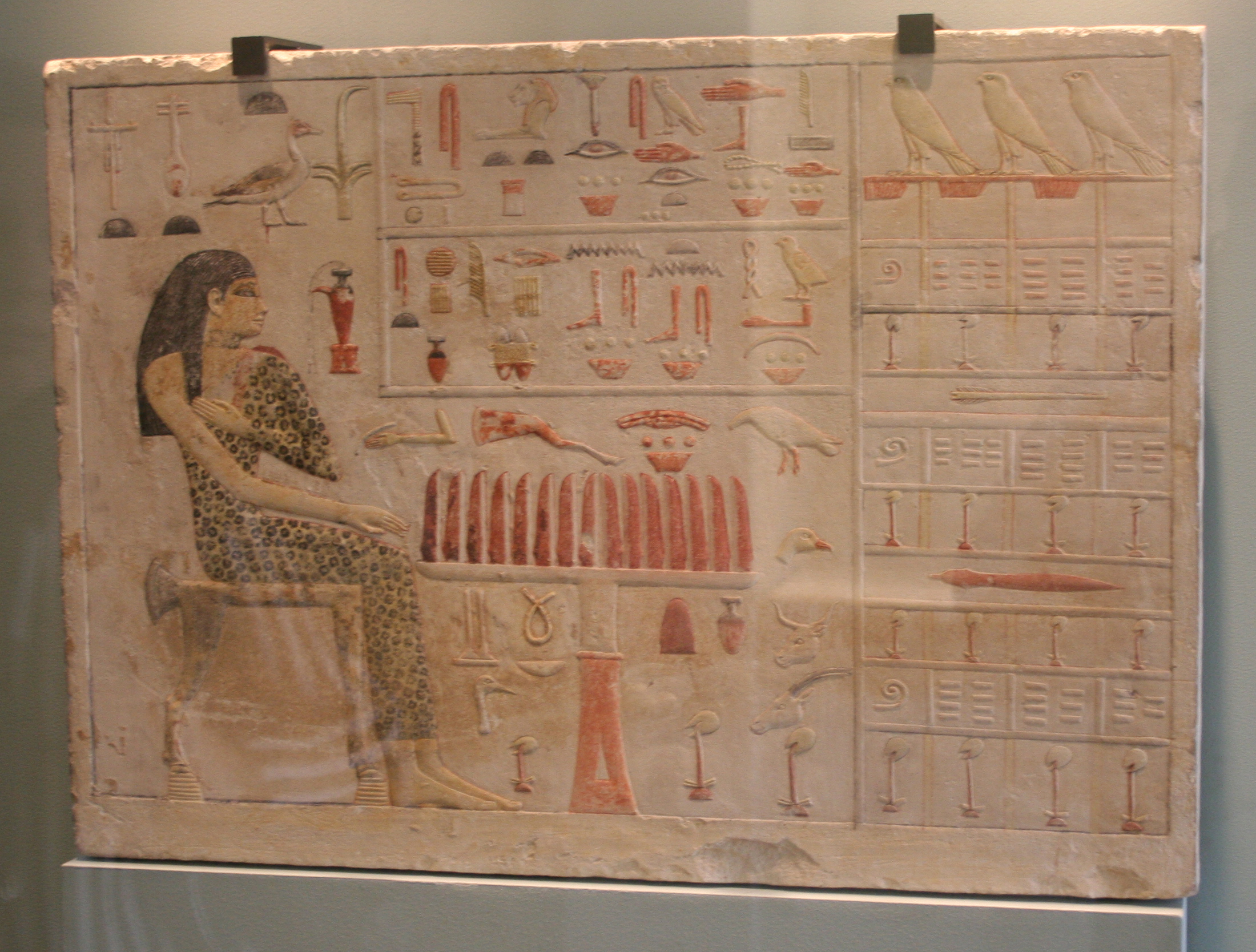
A estela de laje da princesa egípcia do Império Antigo Nefertiabete (datada de cerca de 2590 a), de seu túmulo em Gizé, com hieróglifos esculpidos e pintados em pedra calcária

Até o início da Época Tinita no final do quarto milênio a.C., hieróglifos egípcios e sua forma hierática cursiva eram papeis escritos bem estabelecidos. Hieróglifos egípcios são pequenas imagens artísticas de objetos naturais. Por exemplo, o hieróglifo para parafuso de porta, pronunciado se, produzia o som de s; quando esse hieróglifo era combinado com outro ou vários hieróglifos, produzia uma combinação de sons que podem representar conceitos abstratos como tristeza, felicidade, beleza e mal. A Paleta de Narmer, datada por volta de 3 100 a.C., durante a última fase do Egito pré-dinástico, combina os hieróglifos do peixe-gato e um cinzel para produzir o nome do rei Narmer.
Os egípcios chamavam seus hieróglifos de "palavras de Deus" e reservavam o seu uso para fins de exaltá-los, como se comunicar com divindades e os espíritos dos mortos por meio de textos funerários. Cada palavra hieroglífica representava um objeto específico e encarnava a essência do objeto, reconhecendo-o como divinamente feito e pertencente dentro do grande cosmos. Através de atos de ritual sacerdotal, como a queima de incenso, o sacerdote autorizava que espíritos e divindades lessem os hieróglifos decorados nas superfícies dos templos. Em textos funerários do início e após a XII dinastia, os egípcios acreditavam que desfigurar, e até mesmo omitir certos hieróglifos, trazia consequências, boas ou más, para o ocupante falecido de um túmulo cujo espírito contava com os textos como uma fonte de alimento na vida após a morte. Mutilando o hieróglifo de uma cobra venenosa, ou outro animal perigoso, removia-se uma ameaça potencial. No entanto, a remoção de todas as instâncias dos hieróglifos que representam o nome de uma pessoa falecida privaria a alma dele ou dela da capacidade de ler os textos funerários e condená-la a uma existência inanimada.

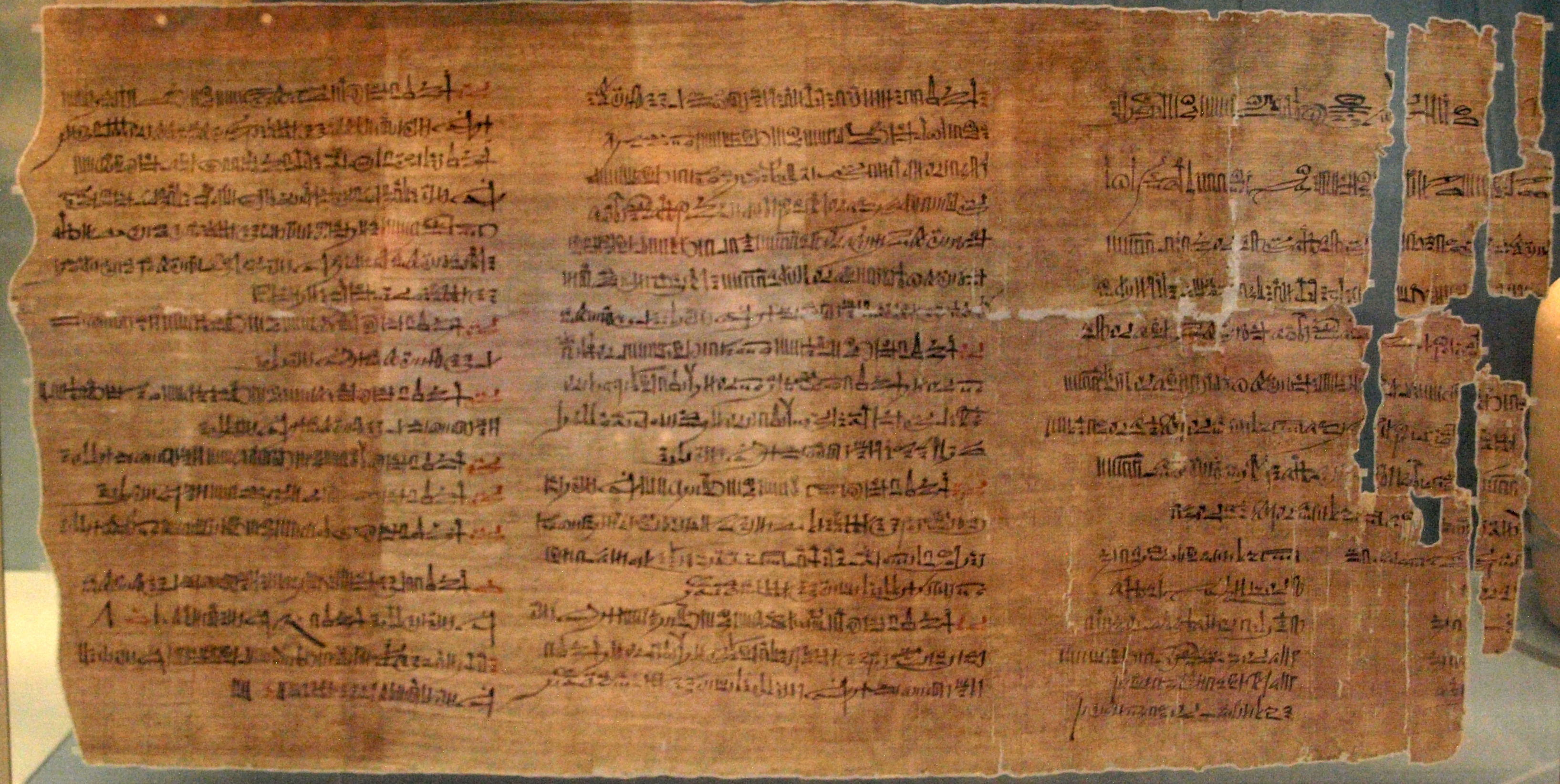
Papiro de Abbott, um registo escrito em escrita hierática; descreve uma inspeção de túmulos reais na Necrópole de Tebas e é datado do 16º ano de reinado de, por volta de

Hierático é uma forma cursiva simplificada dos hieróglifos egípcios. Como hieróglifos, hieráticos eram usados em textos religiosos e sagrados. No primeiro milênio a.C., a caligráfica hierática se tornou a escrita predominantemente usada em papiros e rolos de templos funerários. Considerando que a escrita de hieróglifos exigia a máxima precisão e cuidado, hieráticos cursivos poderiam ser escritos muito mais rapidamente e, portanto, eram mais práticos para escribas na manutenção de registros. Seu objetivo principal era servir como uma taquigrafia para escritas não-reais, não-monumentais, e menos formais, como cartas pessoais, documentos legais, poemas, registros fiscais, textos médicos, teses matemáticas e guias de instrução. Hieráticos poderiam ser escritos em dois estilos diferentes; um era mais caligráfico e geralmente reservado aos registros do governo e manuscritos literários, o outro foi usado para contas informais e cartas.
Em meados do primeiro milênio a.C., hieróglifos e hieráticos ainda eram usados para os escritos reais, monumentais, religiosos e funerários, enquanto uma nova escrita ainda mais cursiva foi usada para as escritas informais do dia-a-dia: o demótico. A escrita final adotada pelos antigos egípcios era o alfabeto copta, uma versão revista do alfabeto grego. O copta se tornou padrão no século IV, quando o cristianismo se tornou a religião de Estado em todo o Império Romano; hieróglifos foram descartados como imagens idólatras de uma tradição pagã, impróprios para escrever o cânon bíblico.

### Implementos e materiais de escrita

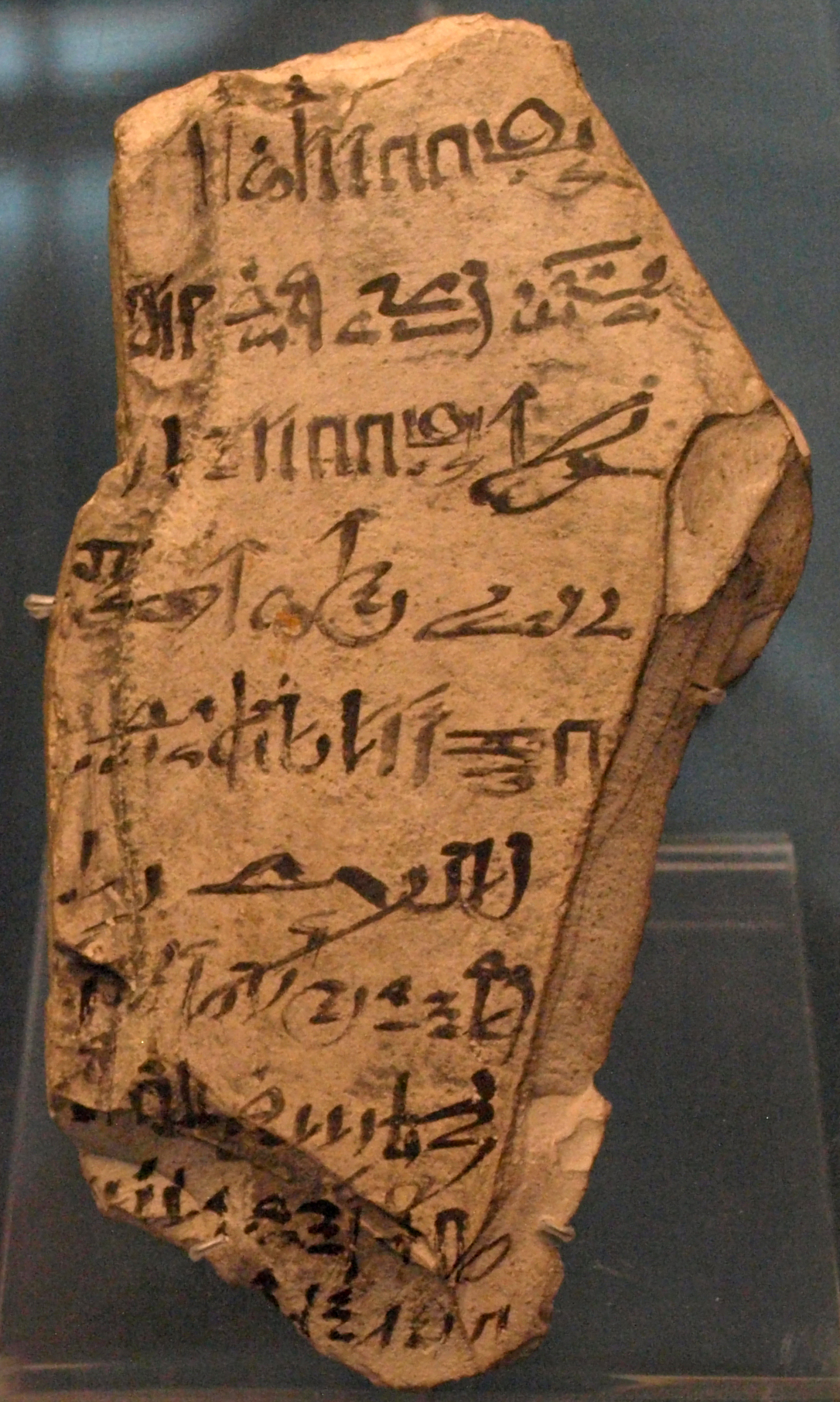
Um óstraco com escrita hierática mencionando funcionários envolvidos na inspeção e limpeza de túmulos durante a, cerca de 1070 a

A literatura egípcia foi produzida em uma variedade de meios de comunicação. Junto com o cinzel, necessário para fazer inscrições em pedra, a principal ferramenta de escrita do Antigo Egito era o cálamo, um junco em que uma das pontas era cortada para ficar semelhante a um pincel. Com pigmentos de carbono preto e ocre vermelho, o cálamo era usado para escrever em pergaminhos de papiro — um material fino feito da batida misturada de tiras de medula da planta Cyperus papyrus —, bem como em pequenas cerâmicas ou calcário de óstracos conhecidos como cacos. Pensa-se que rolos de papiro eram itens comerciais moderadamente caros, uma vez que muitos são palimpsestos, manuscritos que têm seus conteúdos originais apagados para liberar espaço para novas obras escritas. Este, juntamente arrancando pedaços de documentos em papiro para fazer letras mais pequenas, sugere que havia escassez sazonal causada pela temporada limitada do crescimento de Cyperus papyrus. Também explica o uso frequente de óstraco e flocos de calcário como mídia escrita para trabalhos escritos mais curtos. Além de pedra, óstracos de cerâmica e papiro, a mídia escrita também incluía madeira, marfim e gesso.
No período da ocupação romana, o tradicional cálamo egípcio foi substituído pela ferramenta de escrita chefe do mundo greco-romano: um junco mais curto, mais espesso, com uma ponta de corte. Da mesma forma, os pigmentos egípcios originais foram descartados em favor de tintas à base de chumbo grego. A adoção das ferramentas de escrita greco-romana influenciou a caligrafia egípcia, à medida que os sinais hieráticos se tornaram mais espaçados, tiveram floreios mais redondos e maior precisão angular.

### Preservação de material escrito
Túmulos egípcios subterrâneos construídos no deserto fornecem possivelmente o ambiente mais protegido para preservação de documentos em papiro. Por exemplo, existe o muito bem preservado papiro funerário Livro dos Mortos, colocado em túmulos para funcionar como um guia da vida após a morte às almas dos falecidos. No entanto, foi habitual apenas durante o final do Império Médio e primeira metade do Império Novo colocar papiros não-religiosos em câmaras funerárias. Assim, a maioria dos papiros literários bem conservados datam desse período.
A maioria dos assentamentos no Antigo Egito estavam situados sobre a aluvião da planície de inundação do Nilo. Esse ambiente úmido era desfavorável à preservação em longo prazo dos documentos em papiro. Arqueólogos descobriram uma quantidade maior desses documentos em assentamentos no deserto em terra elevada acima da planície de inundação, e em assentamentos que careciam de obras de irrigação, como Elefantina, El Lahun e El Hiba.

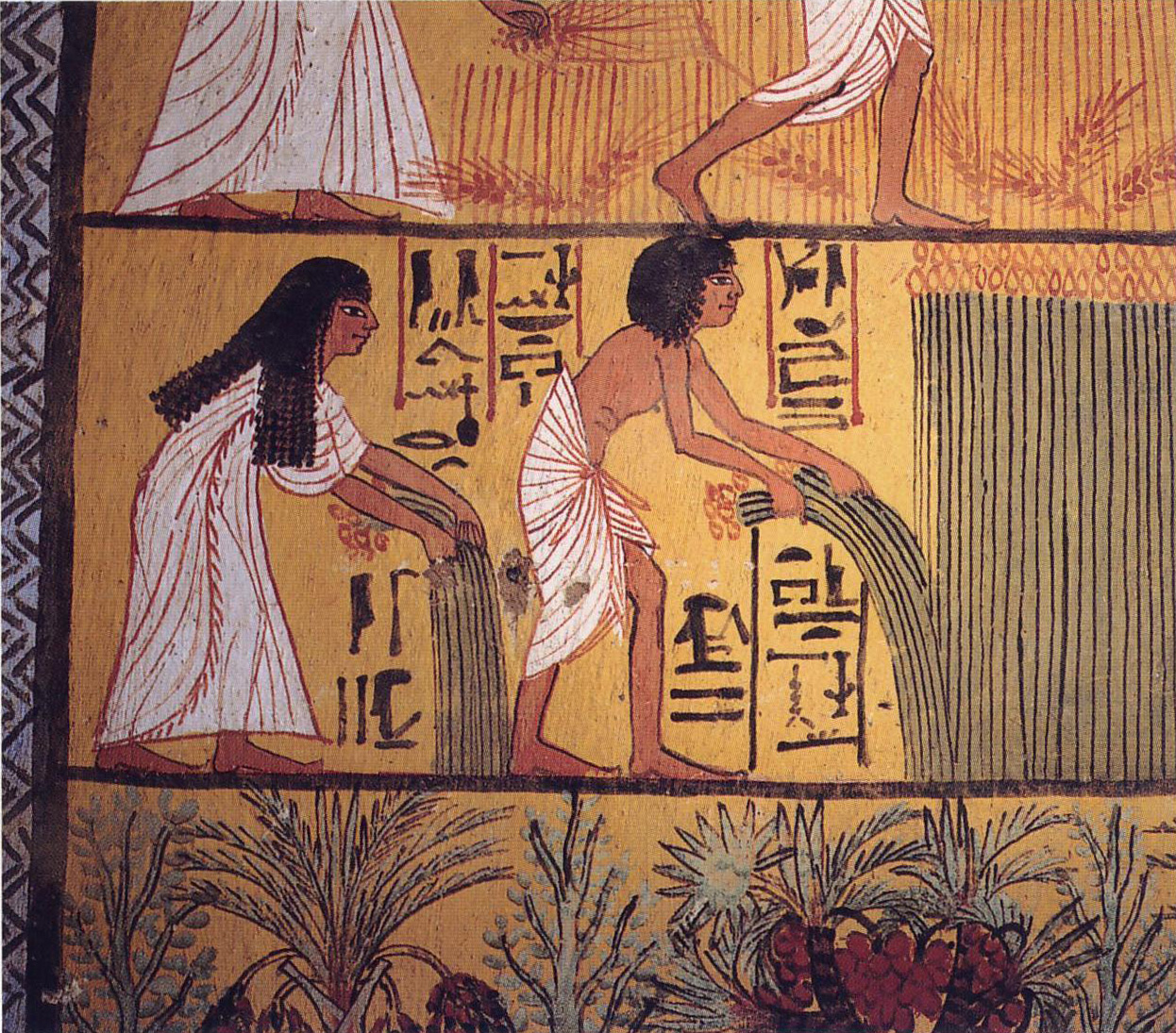
Camponeses egípcios colhendo papiro, de uma pintura mural em um túmulo de Deir Almedina datado do início do Período Raméssida (ou seja, a)

Escritos em mídias mais permanentes também foram perdidos de várias maneiras. Pedras com inscrições foram frequentemente reutilizadas como materiais de construção, e cerâmica de óstraco exige um ambiente seco, para garantir a preservação da tinta em suas superfícies. Considerando que rolos de papiro e maços geralmente eram armazenados em caixas à salvaguarda, óstraco era rotineiramente descartado em aterros de resíduos; um poço semelhante foi descoberto por acaso na vila Raméssida de Deir Almedina, e produziu a maioria das cartas privadas conhecidas sobre óstraco. Documentos encontrados neste local incluem cartas, hinos, narrativas ficcionais, receitas, recibos de negócios e testamentos. Penelope Wilson descreve esse achado arqueológico como o equivalente a peneirar um aterro sanitário moderno ou recipiente de lixo. Ela observa que os habitantes de Deir Almedina eram incrivelmente alfabetizados para os padrões do Antigo Egito, e adverte que tais descobertas só vêm "... em circunstâncias rarefeitas e em condições específicas."
John W. Tait enfatiza, "o material egípcio sobrevive de uma forma muito desigual [...] a desigualdade de sobrevivência compreende ambos tempo e espaço." Por exemplo, há uma escassez de material escrito de todos os períodos do Delta do Nilo, mas uma abundância no ocidente de Tebas, que data de seu apogeu. Ele observa que, embora alguns textos foram copiados várias vezes, outros sobrevivem de uma única cópia; por exemplo, há apenas uma cópia sobrevivente completa do Conto do Náufrago do Império Médio. No entanto, o Conto do Náufrago também aparece em fragmentos de textos em óstraco do Império Novo. Muitas outras obras literárias sobreviveram apenas em fragmentos ou através de cópias incompletas de originais perdidos.

### Egípcio demótico clássico, medieval e tardio

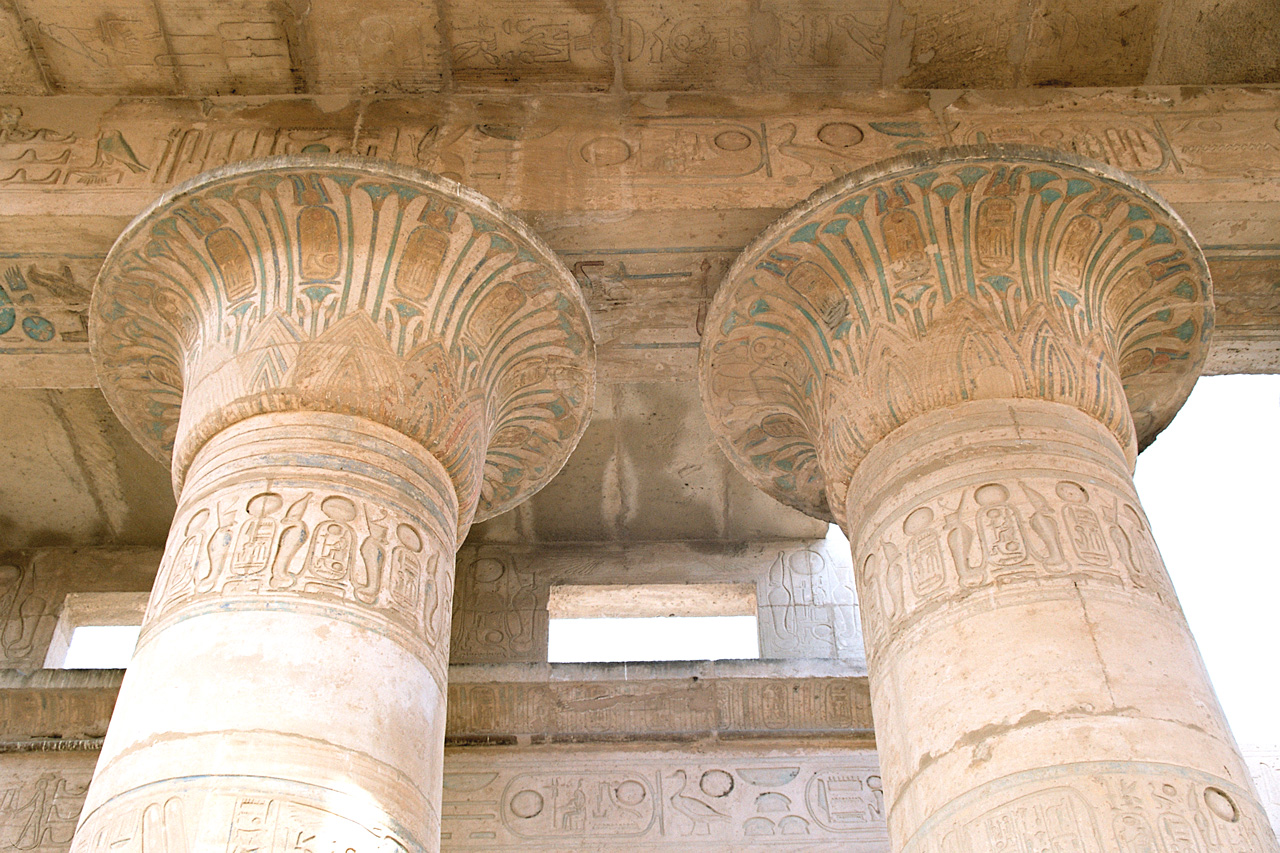
Colunas com hieróglifos egípcios inscritos e pintados, desde o salão hipostilo do Ramesseum (em Luxor) construídos durante o reinado de

Embora a escrita apareceu pela primeira vez no final do quarto milênio a.C., só foi utilizada para transmitir nomes curtos e etiquetas; caracteres conectados de texto não apareceram até cerca de 2 600 a.C., no início do Império Antigo. Este desenvolvimento marcou o início da primeira fase conhecida da língua egípcia: o egípcio antigo. O egípcio antigo permaneceu como língua falada até cerca de 2 100 a.C., quando, durante o início do Império Médio, a escrita evoluiu para egípcio médio. Enquanto o egípcio médio era estreitamente relacionado com o egípcio antigo, o egípcio tardio era significativamente diferente em estrutura gramatical. O egípcio tardio possivelmente apareceu como uma língua vernácula já em 1 600 a.C., mas não foi usado como uma linguagem escrita até cerca de 1 300 a.C., durante o Período de Amarna do Império Novo. O egípcio tardio evoluiu em demótico por volta do século VII a.C., e, embora o demótico permaneceu como língua falada até o século V d.C., foi gradualmente substituído pelo copta no início do século I d.C.
Hierático foi usado juntamente com hieróglifos para escrever em egípcio antigo e médio, tornando-se a forma dominante de escrita em egípcio tardio. Até o Império Novo e em todo o resto da história do Antigo Egito, o egípcio médio tornou-se uma linguagem clássica que era geralmente reservada à leitura e escrita em hieróglifos. Para o resto da história do Antigo Egito, o egípcio médio continuou sendo a língua falada por formas mais exaltadas de literatura, tais como registros históricos, autobiografias comemorativas, hinos e encantamentos funerários. No entanto, a literatura escrita em egípcio médio no Império Médio também foi reescrita em hierático durante períodos posteriores.

## Funções literárias: social, religiosa e educacional

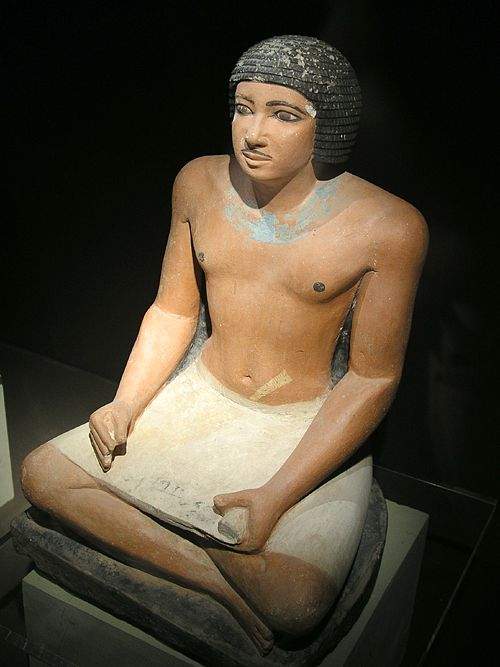
Estátua assentada de um escriba egípcio segurando um documento de papiro em seu colo, encontrado no cemitério ocidental, em Gizé, (séculos XXV a)

Ao longo da história do antigo Egito, a leitura e escrita eram os principais requisitos para servir em algum cargo público, embora funcionários do governo eram assistidos no seu trabalho diariamente por um grupo social alfabetizado da elite, conhecidos como escribas. Como evidenciado pelo Papiro de Anastasi I do Período Raméssida, escribas, de acordo com Wilson, poderiam até "... organizar a escavação de um lago e a construção de uma rampa de tijolos, estabelecer o número de homens necessários para transportar um obelisco e organizar o abastecimento de uma missão militar". Além de emprego público, serviços de escribas em elaboração de cartas, documentos de vendas e documentos legais teriam sido frequentemente procurados por pessoas analfabetas. Acredita-se que pessoas alfabetizadas compunham apenas 1% da população, sendo o restante agricultores, pastores, artesãos e outros trabalhadores analfabetos, bem como os comerciantes que necessitavam da assistência de secretários de escribas. O status privilegiado do escriba sobre trabalhadores braçais analfabetos era objeto de um texto popular instrucional do Período Raméssida, a Sátira dos Ofícios, onde ocupações humildes e indesejáveis como, por exemplo, oleiro, pescador, homem de lavandaria, e um soldado, eram ridicularizados e a profissão de escriba elogiada. Uma atitude degradante semelhante em relação ao analfabeto é expressa no Ensino de Queti do Império Médio, que é usado para reforçar a posição elevada dos escribas dentro da hierarquia social.
A classe dos escribas era o grupo social responsável pela manutenção, transmissão e canonização dos clássicos literários, e por escrever novas composições. Obras clássicas, como as Aventuras de Sinué e Instruções de Amenemés, foram copiadas por estudantes como exercícios pedagógicos por escrito e para incutir os valores éticos e morais necessários que marcaram a classe social dos escribas. Os textos de sabedoria do gênero "ensino" representam a maioria dos textos pedagógicos escritos em óstraco durante o Império do Meio; contos narrativos, como Sinué e Rei Nefercaré e General Sassenete, raramente foram copiados para exercícios escolares até o Império Novo. William Kelly Simpson descreveu contos narrativos, como Sinué e O náufrago, como "... instruções ou ensinamentos sob o disfarce de narrativas", uma vez que os principais protagonistas de tais histórias encarnam as virtudes aceitas na época, como o amor à pátria ou autossuficiência.
Existem alguns casos conhecidos em que aqueles fora da profissão de escriba eram alfabetizados e tinham acesso à literatura clássica. Menena, um desenhista que trabalhava em Deir Almedina durante a XX dinastia, citou passagens nas narrativas O Camponês Eloquente e Conto do Náufrago do Médio Império em uma carta de instrução repreendendo seu filho desobediente. O contemporâneo Raméssida de Menena, Hori, o autor e escriba da carta satírica no Papiro de Anastasi I, admoestou seu destinatário ao citar a Instrução de Hardjedefe de maneira imprópria a uma pessoa não escriba semi-educada. Hans-Werner Fischer-Elfert explica ainda esta afronta amadora percebida à literatura ortodoxa:
| “ | O que pode ser revelado pelo ataque de Hori sobre o modo como alguns escribas Raméssidas sentiram-se obrigados a demonstrar a sua maior ou menor familiaridade com a literatura antiga é a concepção de que essas obras veneráveis foram feitas para serem conhecidas na sua totalidade e não devem ser utilizadas como pedreiras para provérbios populares extraídos deliberadamente do passado. Os clássicos da época deviam ser memorizados completamente e compreendidos completamente antes de serem citados. | ” |

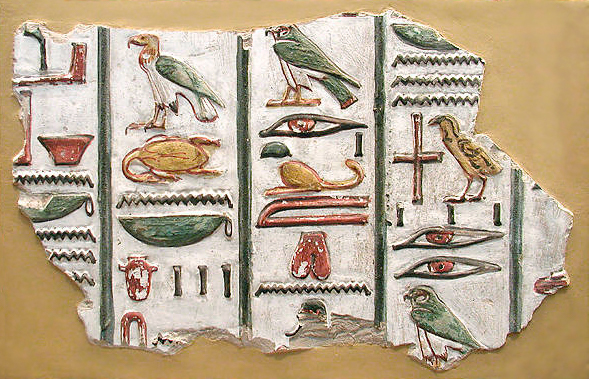
Hieróglifos do, hoje localizado no Grande Salão Hipostilo de Carnaque

Há escassa, porém sólida, evidência na literatura e arte egípcia à prática de leitura oral de textos para o público. A palavra de desempenho oral "recitar" (šdj) era geralmente associada com biografias, cartas e feitiços. "Cantando" (ḥsj) era para canções de louvor ou de amor, lamentos funerários, e certas magias. Discursos como a Profecia de Neferti sugerem que as composições que foram feitas eram para leitura oral entre os encontros da elite. No primeiro milênio a.C., o ciclo de contos demótico centrou-se nos feitos de Petiese, as histórias começam com a frase "A voz que está diante do Faraó", o que indica que um falante e audiência estavam envolvidos na leitura do texto. A plateia imaginária de altos funcionários do governo e membros da corte real são mencionados em alguns textos, mas um público mais amplo e não-alfabetizado pode ter estado envolvido. Por exemplo, uma estela funerária de Sesóstris I (r. 1971–1926 a.C.) menciona explicitamente pessoas que se reuniram e ouviram um escriba que "proclama" as inscrições na estela em voz alta.
A literatura também servia para propósitos religiosos. Começando com os Textos das Pirâmides do Império Antigo, obras de literatura funerária escritas nas paredes de tumbas, e, mais tarde, sarcófagos, e papiros colocados dentro de túmulos, foram projetados para proteger e nutrir almas em sua vida após a morte. Isto incluiu o uso de feitiços mágicos, encantamentos e hinos líricos. Cópias de textos literários não-funerários encontrados em túmulos não reais sugerem que os mortos poderiam se divertir na vida após a morte através da leitura desses textos didáticos e contos narrativos (Ver também Influências egípcias na Bíblia hebraica).
Embora a criação da literatura era predominantemente um exercício do escriba do sexo masculino, acreditá-se que alguns trabalhos tenham sido escritos por mulheres. Por exemplo, foram encontradas várias referências a mulheres escrevendo missivas e cartas privadas sobreviventes enviadas e recebidas por mulheres. No entanto, Edward F. Wente afirma que, mesmo com referências explícitas a mulheres que leem cartas, é possível que elas tenham empregado outros para escrever documentos.

## Datação, definição e autoria

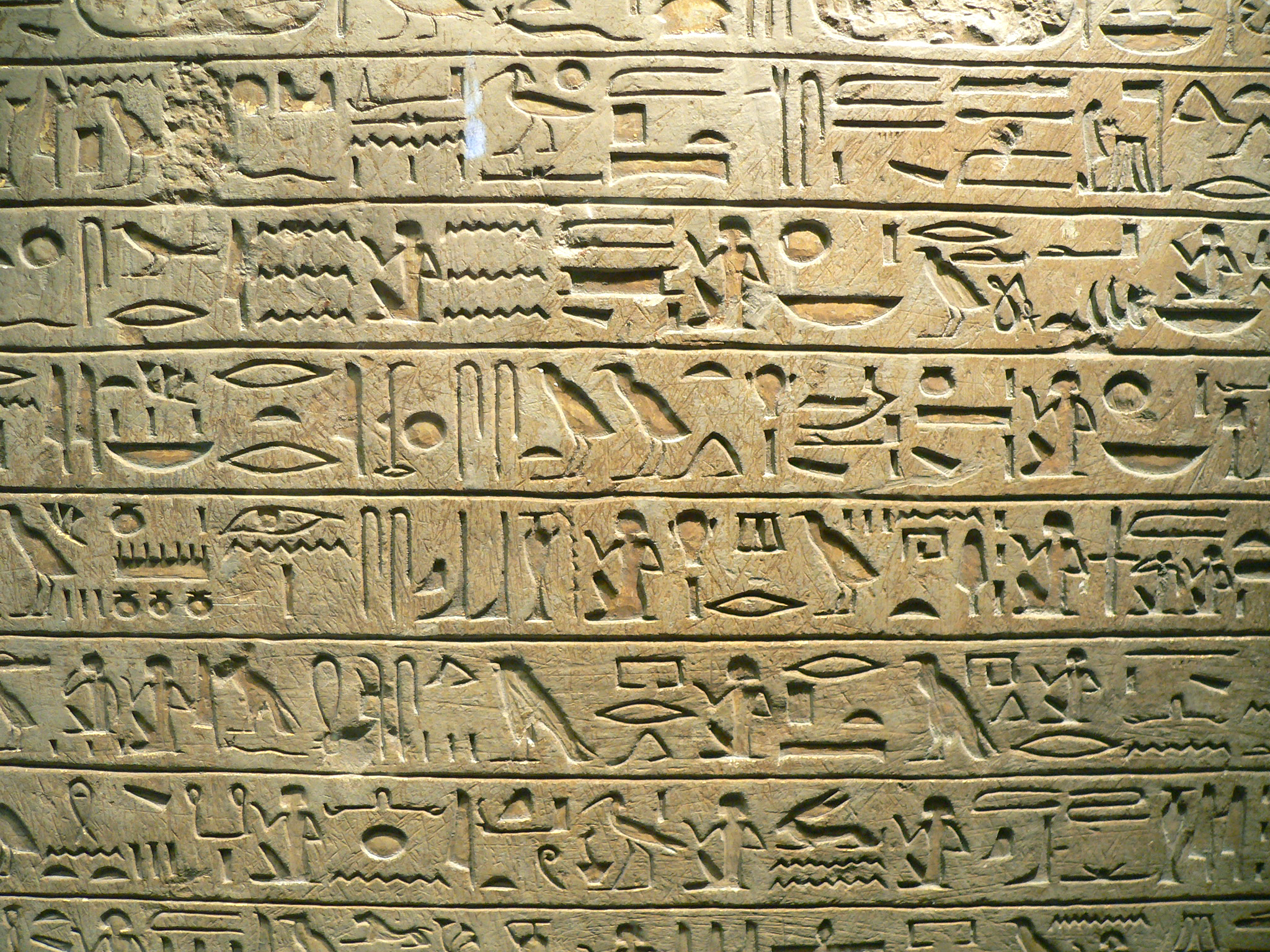
A estela de Minnakht, chefe dos escribas. Inscrições em hieróglifo datadas do reinado de Ay

Richard B. Parkinson e Ludwig David Morenz escreveram que a literatura egípcia antiga — estreitamente definida como belles-lettres ("escrita bonita") — não foi registrada na forma escrita até a XII dinastia no início do Império Médio. Textos do Antigo Reino serviam principalmente para manter os cultos divinos, preservar as almas em vida após a morte, e relatar documentos por usos práticos na vida diária. Não foi até o Império Médio que textos foram escritos para fins de entretenimento e curiosidade intelectual. Parkinson e Morenz também especulam que as obras escritas do Império Médio foram transcrições de literatura oral do Império Antigo. Sabe-se que algumas poesias orais foram preservadas por escrito posteriormente; por exemplo, canções de carregadores de liteiras foram preservadas como versos escritos em inscrições de túmulos do Império Antigo.
Datar textos por métodos de paleografia, o estudo da escrita, é problemático por causa de estilos de escrita hierática diferentes. O uso de ortografia, o estudo de sistemas de escrita e símbolo de uso, também é problemático, uma vez que os autores de alguns textos podem ter copiado o estilo característico de um arquétipo mais velho. Contos fictícios eram frequentemente definidos nas configurações históricas remotas, o uso de definições contemporâneas na ficção é um fenômeno relativamente recente. O estilo de um texto oferece pouca ajuda na determinação da data exata de sua composição, uma vez que gênero e escolha autoral podem estar mais preocupados com a disposição do texto do que a época em que foi escrito. Por exemplo, autores do Império Médio podiam datar textos ficcionais de sabedoria na era dourada do Império Antigo (por exemplo Kagemni, Ptaotepe, e o prólogo de Neferti), ou escrever contos fictícios situados em uma era caótica assemelhando-se mais à vida problemática no Primeiro Período Intermediário (por exemplo Mericaré e O Camponês Eloquente). Outros textos ficcionais são definidos in illo tempore (em uma época indeterminada) e geralmente contêm temas atemporais.

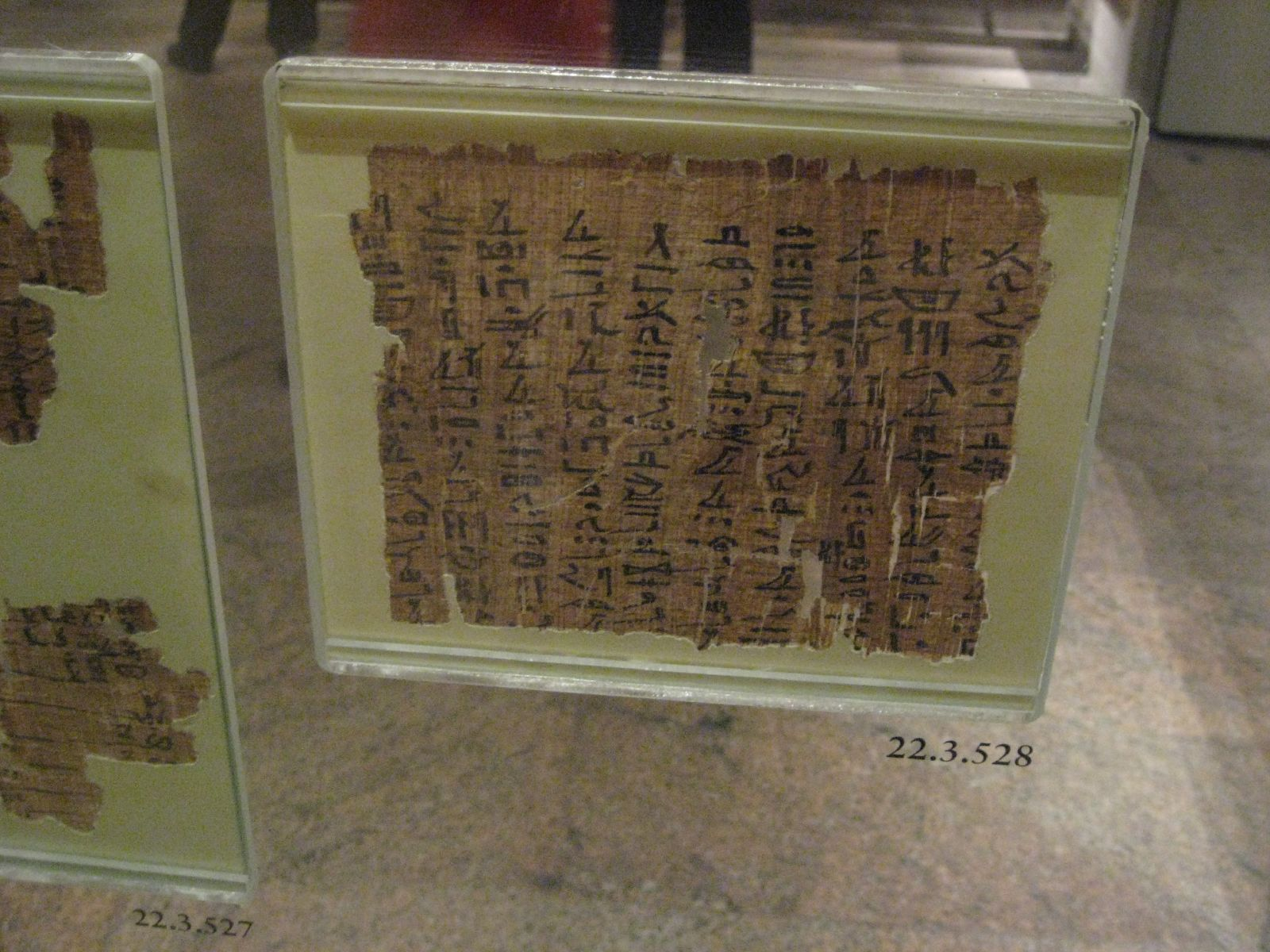
Um dos papiros de Heqanakht, uma coleção de cartas privadas hieráticas datado da do Império Médio.

Parkinson escreveu que quase todos os textos literários eram pseudônimo e, frequentemente, falsamente atribuídos a protagonistas masculinos conhecidos da história anterior, como reis e vizires. Apenas os gêneros literários de "ensino" e "lamento / discurso" contêm obras atribuídas a autores históricos; textos sobre gêneros como "contos narrativos" nunca foram atribuídos a uma pessoa histórica conhecida. Tait afirma que durante o Período Clássico, "escribas egípcios construíram sua própria visão da história do papel dos escribas e da 'autoria' de textos", mas durante a Época Baixa, esse papel foi em vez mantido pela elite religiosa ligada aos templos.
Há algumas exceções à regra da pseudonímia. Os autores reais de alguns textos de ensino do Período Raméssida eram reconhecidos, mas esses casos são raros, localizados e não tipificam obras tradicionais. Aqueles que escreveram cartas privadas e, por vezes, cartas modelo foram reconhecidos como os autores originais. Cartas particulares poderiam ser usadas em tribunais de justiça como um testemunho, desde que a caligrafia única de uma pessoa pudesse ser identificada como autêntica. Cartas particulares recebidas ou escritas pelo faraó às vezes eram inscritas em hieróglifos em monumentos de pedra para celebrar a realeza, enquanto decretos dos reis inscritos nas estelas de pedra eram muitas vezes tornados públicos.

## Gêneros literários e temas
Egiptólogos modernos categorizam textos egípcios em gêneros, por exemplo "lamentos / discursos" e contos narrativos. O único gênero de literatura nomeado como tal pelos antigos egípcios era o "ensino", ou sebayt. Parkinson afirma que os títulos de uma obra, a sua declaração de abertura, ou palavras-chave encontradas no corpo do texto devem ser usadas como indicadores do seu gênero particular. Apenas o de "contos narrativos" empregava prosa, mas muitas das obras do gênero, bem como as de outros gêneros, foram escritas em verso. A maioria dos versos egípcios antigos foram escritos em forma casal, mas às vezes foram usados tercetos e quartetos.

### Instruções e ensinamentos

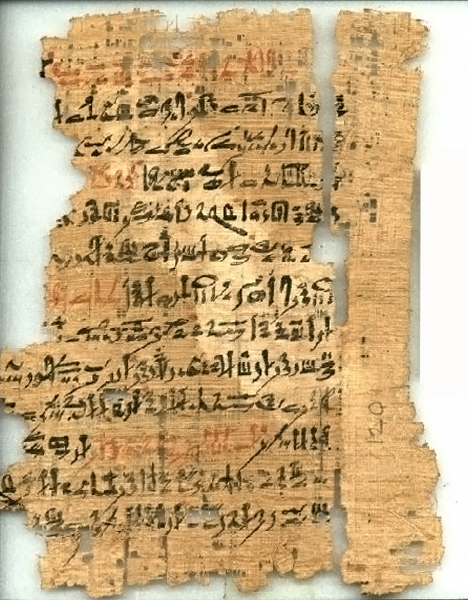
Uma cópia em papiro do Ensino Lealista do Império Novo, escrita em texto hierático

Os gêneros de "instruções" ou "ensino", bem como o de "discursos reflexivos", podem ser agrupados nas maiores coletâneas da literatura de sabedoria encontrados no Antigo Oriente. O gênero é didático por natureza e acredita-se que tenha feito parte do programa de estudos do escriba do Império Médio. No entanto, os textos que ensinam muitas vezes incorporam elementos narrativos que podem instruir, bem como entreter. Parkinson afirma que não há provas de que os textos de ensino não foram criados principalmente para uso na educação dos escribas, mas para fins ideológicos. Por exemplo, Adolf Erman (1854–1937) escreveu que a instrução fictícia dada por Amenemés I (r. 1991–1962 a.C.) para seus filhos "... excede em muito os limites da filosofia da escola, e não há nada feito pela escola em advertir seus filhos a serem leais ao rei". Enquanto a literatura narrativa, consubstanciada em obras como O Camponês Eloquente, enfatiza o herói individual que desafia a sociedade e suas ideologias aceitas, os textos de ensino em vez sublinham a necessidade de cumprir com dogmas aceitos pela sociedade.
Palavras-chave encontradas em textos de ensino incluem "saber" (rh) e "ensinar" (sba.yt). Estes textos costumam adotar a estrutura estereotipada do título "a instrução de X feita para Y", onde "X" pode ser representado por uma figura de autoridade (como um vizir ou rei) fornecendo orientação moral ao(s) seu(s) filho(s). Às vezes, é difícil determinar quantos destinatários ficcionais estão envolvidos nesses ensinamentos, uma vez que alguns textos alternam entre singular e plural quando se refere a suas audiências.
Exemplos do gênero "ensino" incluem as As Máximas de Ptaotepe, Instruções de Kagemni, Ensinamentos ao Rei Mericaré, Instruções de Amenemés, Instrução de Hardjedefe, Ensino Lealista e Instrução de Amenemope. Textos didáticos do Império Médio que sobreviveram foram escritos em manuscritos de papiro. Nenhum ostraco educacional do Império Médio sobreviveu. A mais antiga placa de escrita de madeira de estudo, com uma cópia de um texto de ensino (ou seja, Ptaotepe), data da XVIII dinastia. Ptaotepe e Kagemni são ambos encontrados no Papiro Prisse, que foi escrito durante a XII dinastia do Império Médio. Todo o Ensino Lealista sobrevive apenas em manuscritos do Império Novo, apesar de toda a primeira metade ser preservada em uma estela de pedra biográfica comemorativa do Império Médio do oficial Sehetepibre, da XII dinastia. Mericaré, Amenemés, e Hardjedefe são obras originais do Império Médio, mas sobrevivem apenas em cópias posteriores do Novo Império. Amenemope é uma compilação do Império Novo.

### Contos e histórias narrativas

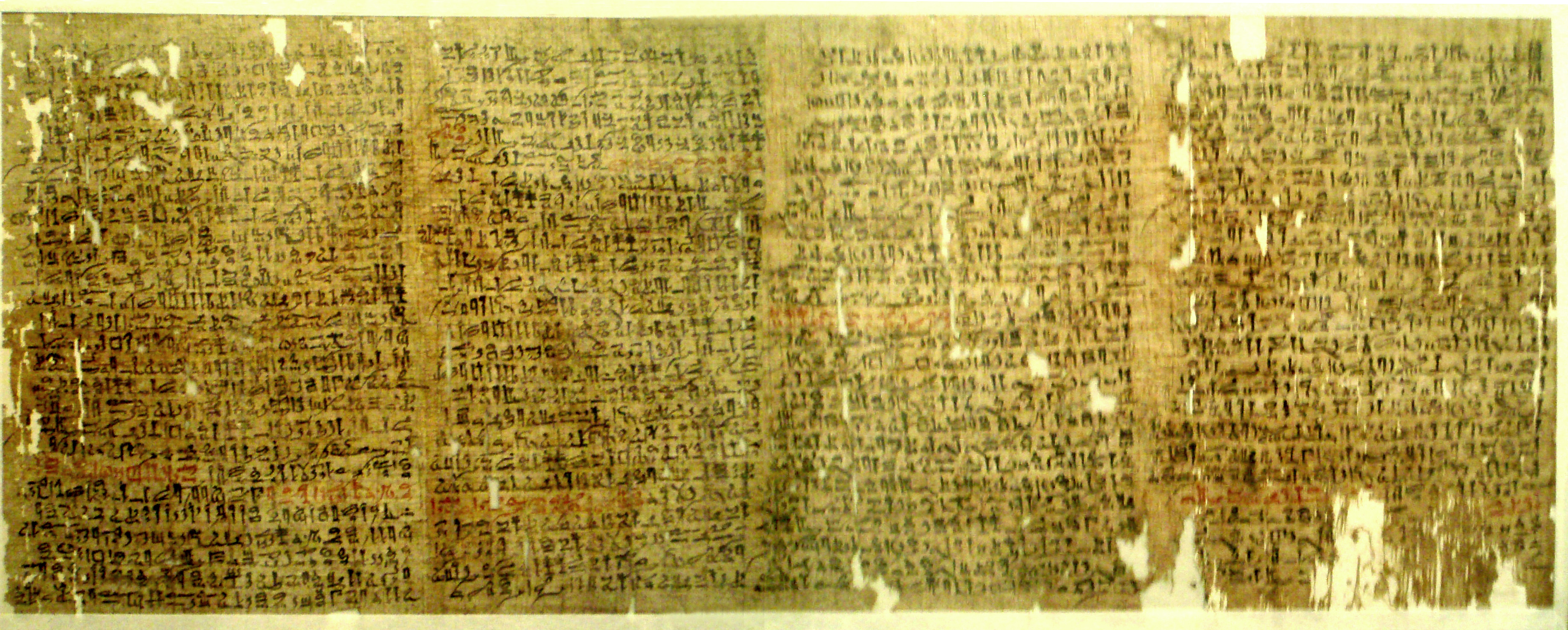
O Papiro Westcar, embora escrito em hierático durante a XV para, contém O Conto da Corte do Rei Quéops, que foi escrito em uma fase do médio egípcio que é datado da XII dinastia

O gênero de "contos e histórias" é provavelmente o menos representado da literatura do Império Médio e língua egípcia média a sobreviver. Na literatura egípcia tardia, "contos e histórias" compreendem a maioria das obras literárias sobreviventes datadas do Período Raméssida do Império Novo na Época Baixa. Grandes obras narrativas do Império Médio incluem O Conto da Corte do Rei Quéops, Rei Neferkare e General Sasenet, O Camponês Eloquente, Aventuras de Sinué, e O Conto do Náufrago. A coletânea de contos do Império Novo inclui a Discussão de Apepi e Seqenenre, A Tomada de Jopa, Conto do Príncipe Condenado, Conto de Dois Irmãos, e a História de Unamón. Histórias do primeiro milênio antes de Cristo escritos em demótico incluem a história da Estela da Fome (definida no Império Antigo, embora escrita durante a dinastia ptolemaica) e outros ciclos de contos do ptolomaico e o período romano que transformaram figuras históricas conhecidas, como Caemuassete (XIX dinastia) e Inaro (Primeiro Período Persa), em heróis lendários fictícios. Isso é contrastado com muitas histórias escritas em egípcio tardio, cujos autores frequentemente escolheram divindades como protagonistas e lugares mitológicos como as definições.

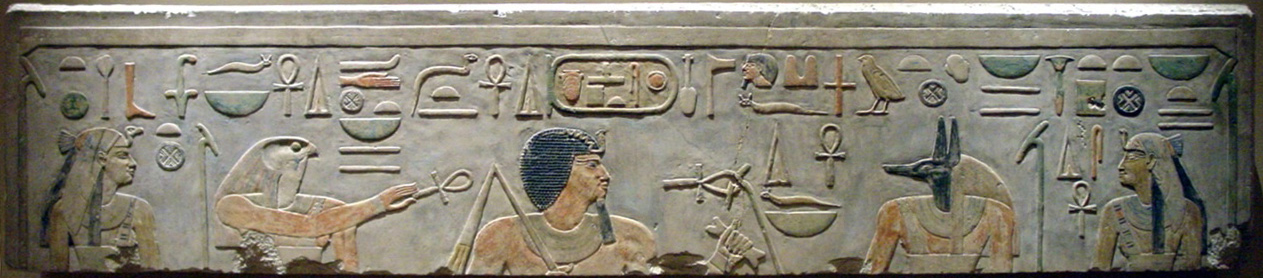
Uma descrição em alto relevo de Amenemés I acompanhado por divindades; sua morte é relatada por seu filho Sesóstris I na História de Sinué

Parkinson define contos como "... narrativas fictícias não comemorativas e não funcionais", que geralmente empregam a palavra-chave "narrar" (sdd). Ele a descreve como o gênero mais aberto, uma vez que os contos muitas vezes incorporam elementos de outros gêneros literários. Por exemplo, Morenz descreve a seção de abertura do conto de aventura estrangeira Sinué como uma "... auto-apresentação funerária" que parodia a típica autobiografia encontrada em estelas funerárias comemorativas. A autobiografia é para um contínuo cujo serviço começou sob o faraó Amenemés I. Simpson afirma que a morte de Amenemés I no relatório dado por seu filho, o co-regente e sucessor Sesóstris I (r. 1971–1926 a.C.), para o exército no início de Sinué é uma "... excelente propaganda". Morenz descreveu O Conto do Náufrago como um relatório expedicionário e um mito narrativo de viagem. Simpson observa que o dispositivo literário da história dentro de uma história em O Náufrago pode fornecer "... os primeiros exemplos do relatório narrativo de uma pedreira". Com a definição de uma ilha deserta mágica, e um personagem que é uma cobra falante, O Náufrago também pode ser classificado como um conto de fadas. Enquanto histórias como Sinué, A Tomada de Jopa, e o Príncipe Condenado contem representações fictícias de egípcios no exterior, a História de Unamón é provavelmente baseado em um relato verdadeiro de um egípcio que viajou para Biblos na Fenícia para obter cedro para construção naval durante o reinado de Ramessés XI.
Contos e histórias narrativas são encontrados com maior frequência em papiros, mas os textos parciais e completos às vezes são encontrados em óstracos. Por exemplo, Sinué é encontrado em cinco papiros compostos durante a XII e XIII dinastia. Este texto foi posteriormente copiado inúmeras vezes sobre óstracos durante a XIX e XX dinastia, com um óstraco que contém o texto completo em ambos os lados.

### Lamentos, discursos, diálogos e profecias
O gênero de "textos proféticos" do Império Médio, também conhecidos como "lamentos", "discursos", "diálogos", e "literatura apocalíptica", inclui obras como Papiro Ipuur, Profecia de Neferti e Disputa entre um Homem e sua Alma. Este gênero não tinha conhecido precedente no Império Antigo e não há composições originais conhecidas produzidas no Império Novo. No entanto, obras como Profecia de Neferti foram frequentemente copiadas durante o Período Raméssida do Império Novo, quando este gênero do Império Médio foi canonizado mas descontinuado. A literatura profética egípcia passou por um renascimento durante a dinastia ptolemaica grega e o período da ocupação romana, com obras como a Crônica Demótica, Oráculo do Cordeiro, Oráculo do Oleiro, e dois textos proféticos que se concentram em Nectanebo II (r. 360–343 a.C.) como protagonista. Junto com textos "didáticos", esses discursos reflexivos estão agrupados com a categoria de literatura de sabedoria do Oriente Próximo.

O ba em forma de pássaro, um componente da alma egípcia que é discutido no texto antigo Disputa entre um Homem e sua Alma, do Império Médio

Nos textos do Império Médio, temas de conexão incluem uma perspectiva pessimista, as descrições de mudança social e religiosa, e grande desordem por toda a terra, tomando a forma de uma "agora" fórmula de verso sintático. Embora estes textos são geralmente descritos como lamentos, Neferti divaga deste modelo, fornecendo uma solução positiva para um mundo problemático. Embora sobrevive apenas em cópias posteriores da XVIII dinastia em diante, Parkinson afirma que, devido ao conteúdo político óbvio, Neferti foi originalmente escrito durante ou logo após o reinado de Amenemés I. Simpson chama de "... um panfleto político flagrante projetado para suportar o novo regime" da XII dinastia fundada por Amenemés, que usurpou o trono da linhagem da XI dinastia de Mentuotepe. No discurso narrativo, Seneferu (r. 2613–2589 a.C.), da IV dinastia convoca à corte o sábio e sacerdote leitor Neferti. Ele entretém o rei com as profecias de que a terra vai entrar em uma era caótica, aludindo ao Primeiro Período Intermediário, apenas para ser restaurado à sua antiga glória por um rei justo — Ameni — a quem o Antigo Egito reconhecerá facilmente como Amenemés I. Um modelo semelhante de um mundo tumultuado transformado em uma era dourada por um rei salvador foi adotado pelo Cordeiro e Oleiro, embora para o seu público vivendo sob a dominação romana, o salvador ainda estava por vir.
Embora escrito durante a XII dinastia, Ipuur só sobrevive de um papiro da XIX dinastia. No entanto, Um homem e sua Ba é encontrado em um papiro original da XII dinastia, Papyrus Berlin 3024. Estes dois textos se assemelham a outros discursos no estilo, tom e assunto, embora sejam únicos em que as audiências fictícias recebem um papel muito ativo na troca de diálogos. Em Ipuur, um sábio aborda um rei sem nome e seus assistentes, descrevendo o estado miserável da terra, que ele atribui a incapacidade do rei em defender virtudes reais. Isso pode ser visto tanto como um aviso aos reis ou como uma legitimação da dinastia atual, contrastando-a com o período supostamente turbulento que a precedeu. Em Um homem e sua Ba, um homem relata ao público uma conversa com sua ba (um componente da alma egípcia) sobre a possibilidade de continuar a viver no desespero ou em procurar a morte como uma fuga da miséria.

### Poemas, canções, hinos e textos de vida após a morte

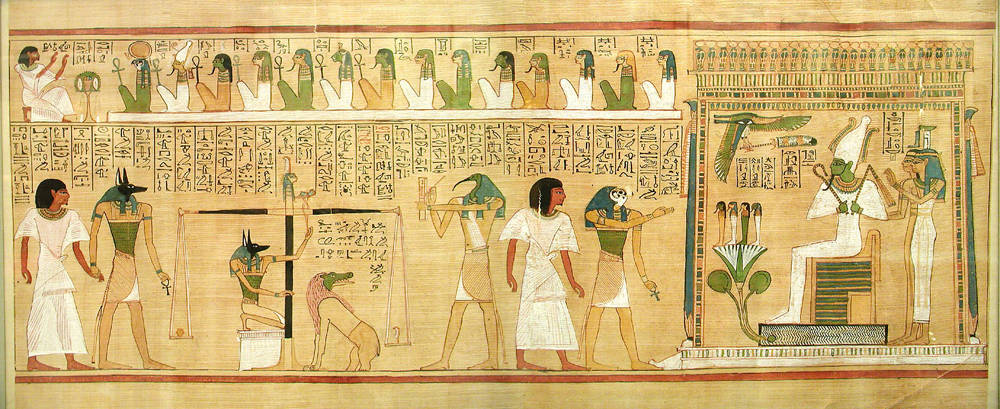
Esta cena de vinheta do Livro dos Mortos de Hunefer (XIX dinastia) mostra o seu coração que está sendo pesado contra a pena da verdade. Se o seu coração é mais leve que a pena, ele está autorizado à vida após a morte; se não, seu coração é engolido por Ammit

A pedra funerária estela de laje foi produzida pela primeira vez durante o início do Império Antigo. Normalmente encontrados em túmulos de mastaba, combinaram obras de arte de alto relevo com inscrições com o nome do falecido, seus títulos oficiais (se existissem), e invocações.
Acredita-se que poemas funerários eram para preservar a alma de um monarca após sua morte. Os Textos das Pirâmides são a literatura religiosa mais antiga sobrevivente incorporando verso poético. Estes textos não aparecem em túmulos ou pirâmides originários antes do reinado de Unas (r. 2375–2345 a.C.), que teve uma pirâmide em seu nome construída em Sacará. Os Textos das Pirâmides estão preocupados principalmente com a função de preservar e nutrir a alma do soberano na vida após a morte. Esse objetivo eventualmente incluía salvaguardar ambos o soberano e seus súditos na vida após a morte. Uma variedade de tradições textuais evoluíram a partir dos Textos das Pirâmides originais: os Textos dos Sarcófagos do Império Médio, o chamado Livro dos Mortos, Litania de Rá, e Amduat escrito em papiros do Império Novo, até o fim da civilização egípcia antiga.
Poemas também foram escritos para celebrar a realeza. Por exemplo, no Recinto de Amon-Rá em Carnaque, Tutemés III (r. 1479–1425 a.C.) da XIII dinastia erigiu uma estela comemorativa de suas vitórias militares em que os deuses o abençoavam no verso poético e garantiam a ele vitórias sobre os seu inimigos. Além de estelas de pedra, poemas foram encontrados em placas de escrita de madeira utilizados pelos estudantes. Além da glorificação dos reis, poemas foram escritos para homenagear várias divindades, e até mesmo o Nilo.

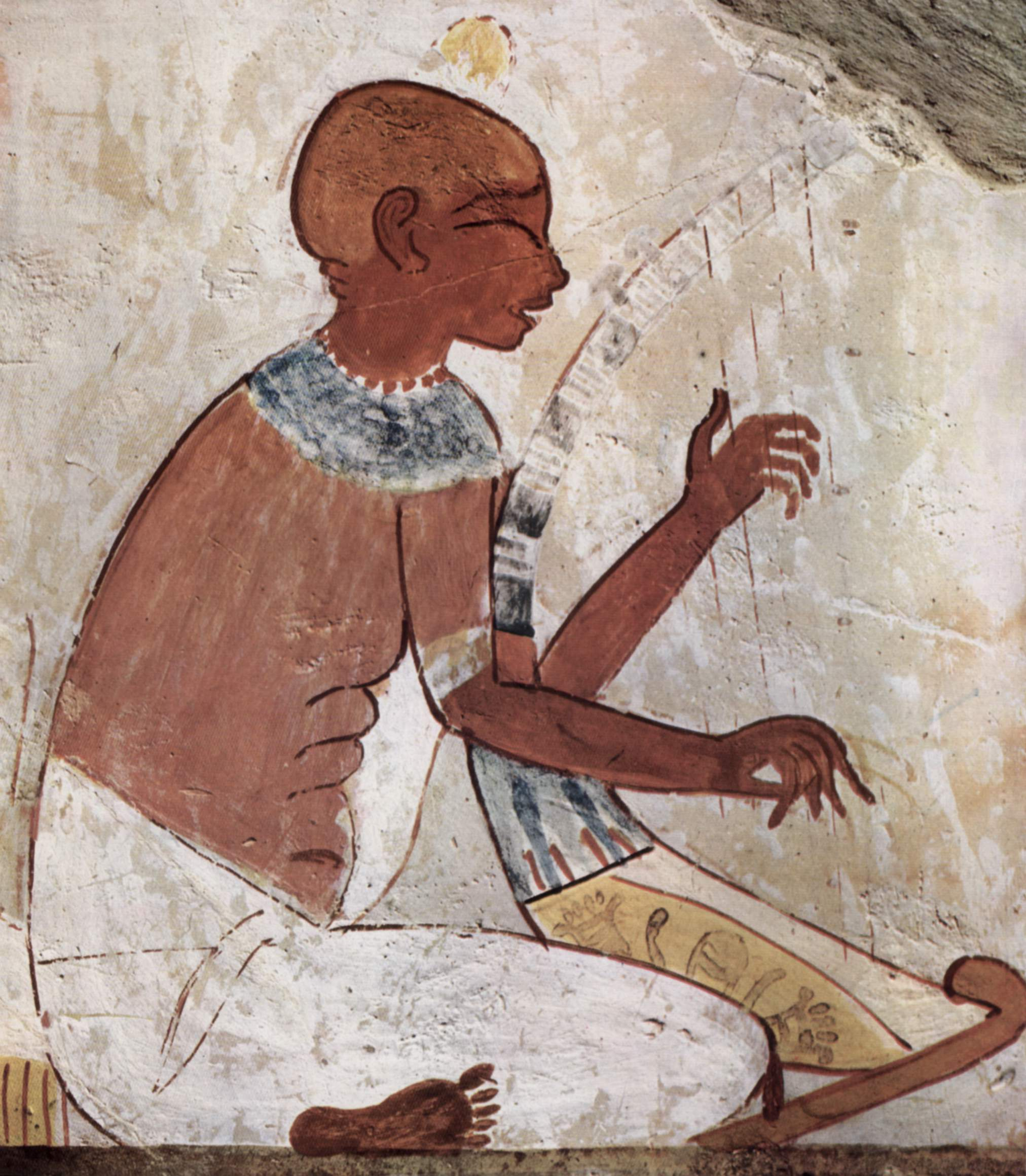
Um harpista cego, de uma pintura mural da, do

Hinos e cânticos sobreviventes do Império Antigo incluem os hinos de saudação matinal aos deuses em seus respectivos templos. Um ciclo de canções do Médio-Unido dedicadas a Sesóstris III (r. 1878–1839 a.C.) foram descobertas em El Lahun. Erman considera estas canções seculares a serem usadas para cumprimentar o faraó em Mênfis, enquanto Simpson considera que sejam de natureza religiosa, mas afirma que a divisão entre as músicas religiosas e seculares não é muito acentuada. A Canção do Harpista, as letras encontradas em uma lápide do Império Médio e no Papiro Harris 500 do Império Novo, estava a ser realizado para convidados do jantar em banquetes formais.
Durante o reinado de Aquenáton (r. 1353–1336 a.C.), o Grande Hino a Aton — preservado em túmulos de Amarna, incluindo o túmulo de Ay — foi escrito para Áton, a divindade disco solar que recebeu patrocínio exclusivo durante seu reinado. Simpson compara a formulação e a sequência de ideias dessa composição com as do Salmo 104.
Apenas um único hino poético no manuscrito demótico foi preservado. No entanto, há muitos exemplos sobreviventes de hinos egípcios da Época Baixa escritos em hieróglifos em paredes do templo.
Nenhuma canção egípcia de amor foi datada de antes do Império Novo, sendo estas escritas em egípcio tardio, embora especula-se que elas existiram em épocas anteriores. Acredita-se que os poemas de amor teriam surgido durante o período Reméssida, que seria um período de prosperidade e estabilidade política. A prosperidade deste período teria permitido que os escribas se dedicassem a literatura de lazer. Erman compara as canções de amor ao Cântico dos Cânticos, citando os rótulos de "irmãos" e "irmão" que os amantes usaram para tratar uns aos outros.São poemas muito sensíveis, e descrevem os sentimentos com muita ênfase.

### Cartas privadas, cartas de modelo e epístolas

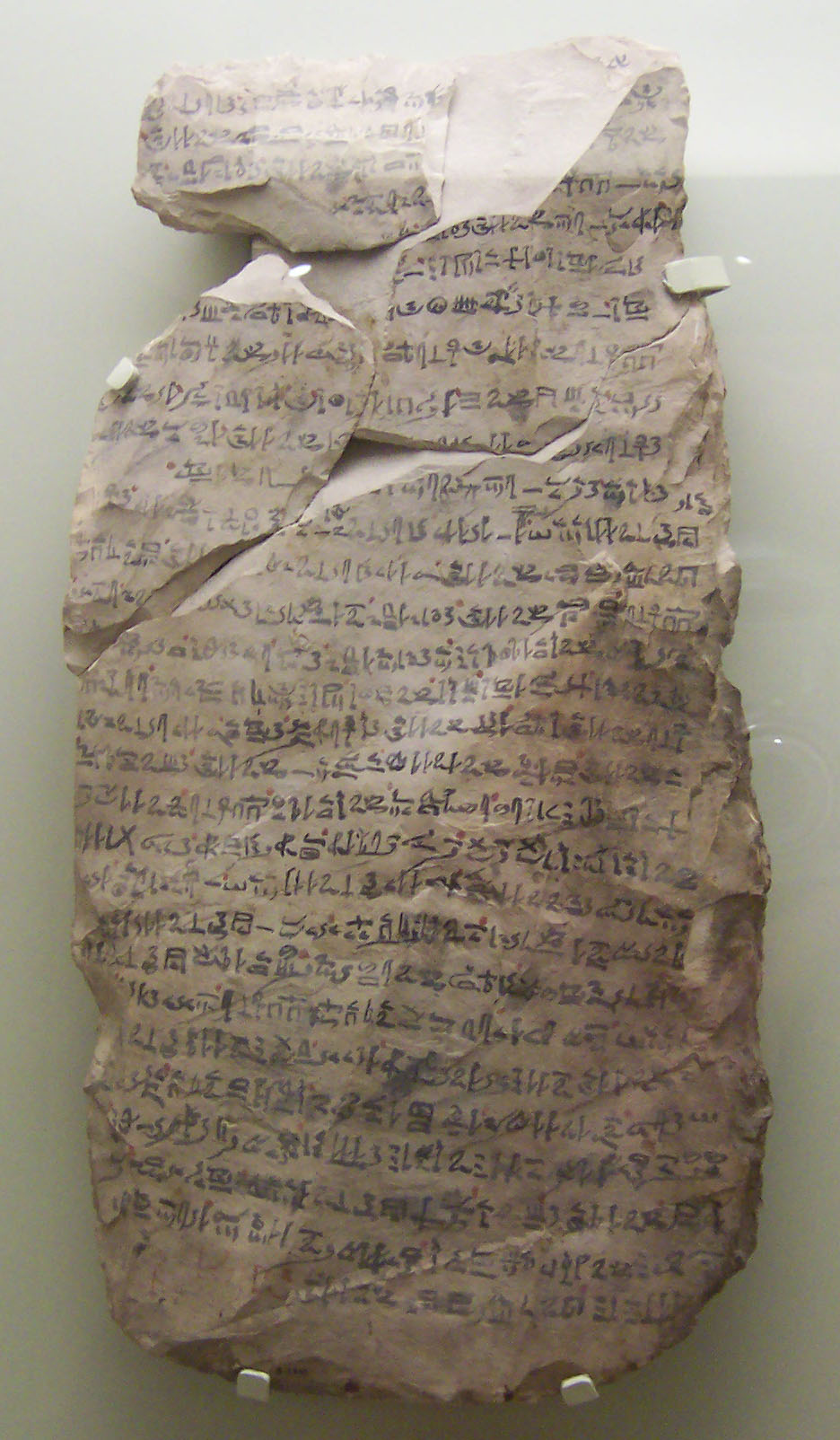
Escrita hierática em um óstraco feito de pedra de calcário; o texto foi escrito como um exercício por um estudante no Antigo Egito. Ele copiou quatro letras do vizir Cai (que era vivo durante o reinado de)

Os modelos das cartas e epístolas dos antigos egípcios são agrupadas em um único gênero literário. Rolos de papiro lacrados com selos de barro foram usados para cartas de longa distância, enquanto óstracos foram usados frequentemente para escrever cartas mais curtas e não confidenciais, enviadas para destinatários localizados nas proximidades. Cartas de correspondência real ou oficial, originalmente escritas em hierático, por vezes recebiam o status exaltado de serem inscritas nas pedras em hieróglifos. Os vários textos escritos por estudantes em placas de escrita de madeira incluem cartas modelo. Cartas particulares poderiam ser usadas como modelo epistolar para que os alunos copiassem, incluindo cartas escritas por seus professores ou suas famílias.}} No entanto, esses modelos raramente foram destaque em manuscritos de ensino; em vez foram utilizadas cartas fictícias encontradas em numerosos manuscritos. A fórmula epistolar comum usada nestas cartas modelo era "O oficial A. disse ao escriba B".
As cartas privadas mais antigas conhecidas em papiro foram encontradas em um templo funerário que data do reinado de Tanquerés (r. 2414–2375 a.C.) da V dinastia. Mais cartas são datadas da VI dinastia, quando o subgênero epístola teve início. O texto educacional do Livro de Quemite, datado da XI dinastia, contém uma lista de saudações epistolares e uma narrativa com um final em forma de carta e terminologia adequada para utilização em biografias comemorativas. Outras cartas do início do Império Médio também foram encontradas para usar fórmulas epistolares semelhantes ao Livro de Quemite. O papiro de Heqanakht, escrito por um cavalheiro fazendeiro, data da XI dinastia e representa algumas das mais longas cartas particulares conhecidas por ter sido escrita no Antigo Egito.
Durante o final do Império Médio, pode ser vista uma maior padronização da fórmula epistolar, por exemplo, em uma série de cartas modelo tiradas de despachos enviados à fortaleza Semna na Núbia durante o reinado de Amenemés III (r. 1860–1814 a.C.). Epístolas também foram escritas durante as três dinastias do Império Novo. Enquanto cartas aos mortos eram escritas desde o Império Antigo, a escrita de cartas de petição em forma epistolar para divindades começou no Período Raméssida, tornando-se muito popular durante os períodos persa e ptolemaico.
A epistolar Carta satírica do Papiro de Anastasi I escrita durante a XIX dinastia era um texto pedagógico e didático copiado em numerosos óstracos por estudantes. Wente descreveu sobre a versatilidade desta carta, que continha "... saudações apropriadas com desejos para esta vida e a próxima, composição retórica, interpretação de aforismos da literatura de sabedoria, aplicação da matemática a problemas de engenharia e cálculo de materiais para um exército, e a geografia da Ásia Ocidental". Além disso, Wente chama isso de um "... tratado polêmico" que aconselha contra o hábito da aprendizagem mecânica de termos de lugares, profissões, e coisas; por exemplo, não é aceitável conhecer apenas os nomes de lugares do oeste da Ásia, mas também detalhes importantes sobre sua topografia e rotas. Para melhorar o ensino, o texto emprega sarcasmo e ironia.

### Textos biográficos e autobiográficos
Catherine Parke, professora emérita de estudos ingleses e das mulheres da Universidade do Missouri na cidade de Columbia, escreveu que as primeiras "inscrições comemorativas" pertencem ao Antigo Egito e datam do terceiro milênio antes de Cristo. Ela escreveu: "No antigo Egito os relatos estereotipados da vida dos Faraós elogiavam a continuidade do poder dinástico. Embora geralmente escrito na primeira pessoa, esses pronunciamentos são, em geral, depoimentos públicos e não pronunciamentos pessoais." Acrescenta que, nessas antigas inscrições, a vontade humana de "... celebrar, comemorar, e imortalizar, o impulso da vida contra a morte", é o objetivo de biografias escritas atualmente.

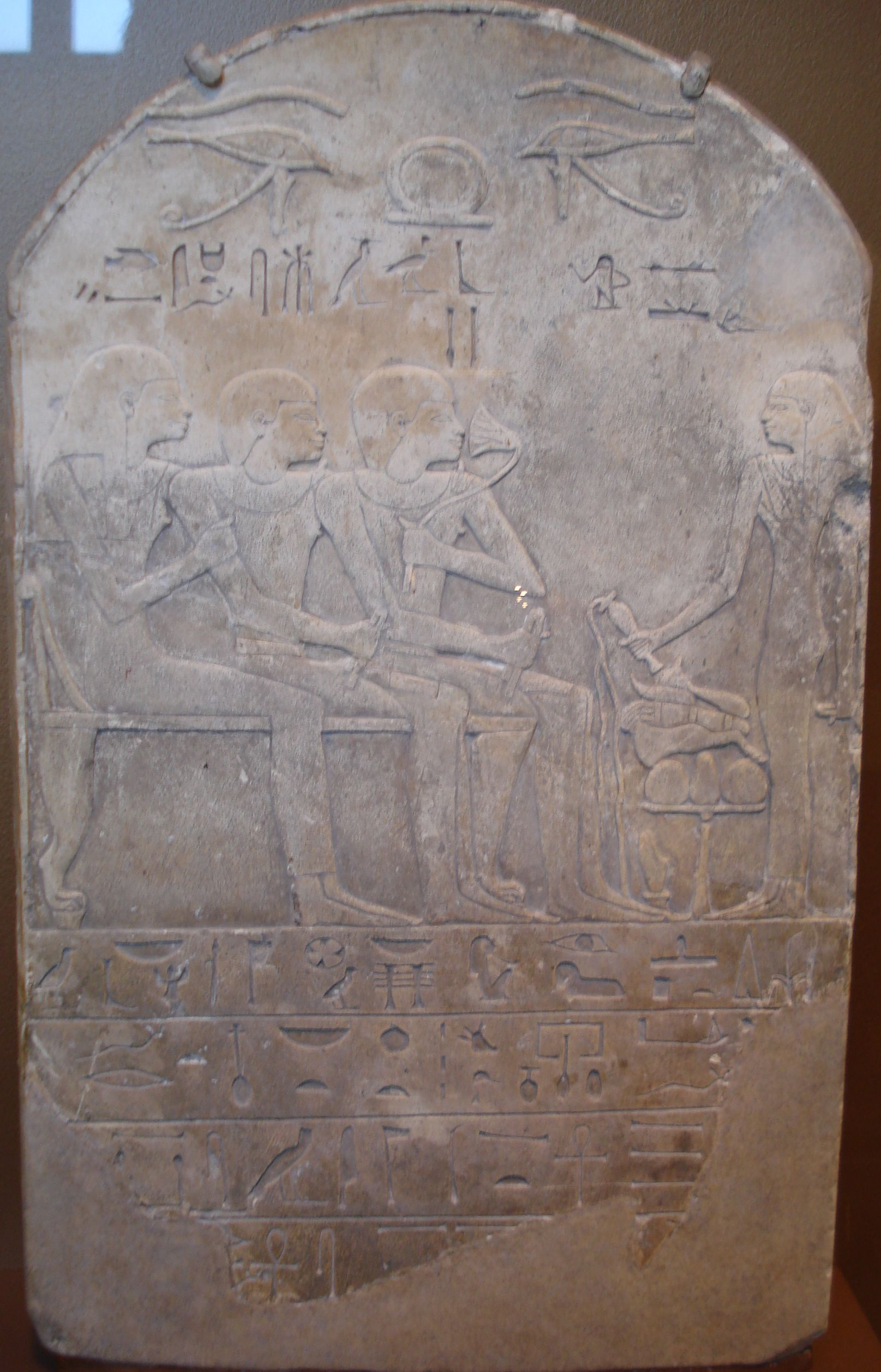
A estela funerária de um homem chamado Ba (sentado, cheirando uma flor de lótus sagrada ao receber libações); seu filho Mes e mulher Iny também estão sentados. A identidade do portador da libação não é especificado. A estela é datada da XVIII dinastia do período do Império Novo

Olivier Perdu, professor de egiptologia do Collège de France, afirma que as biografias não existiam no Antigo Egito, e que a escrita comemorativa deve ser considerada autobiográfica. Edward L. Greenstein, professor de estudos bíblicos da Universidade de Tel Aviv e da Universidade Bar-Ilan, não concorda com a terminologia de Perdu, afirmando que o mundo antigo não produziu "autobiografias", no sentido moderno, e estes devem ser distinguidos dos textos "autobiográficos" do mundo antigo. No entanto, ambos os professores afirmam que autobiografias do Antigo Oriente Próximo não devem ser equiparadas com o conceito moderno de autobiografia.
Em sua discussão sobre o Eclesiastes da Bíblia hebraica, Jennifer Koosed, professora associada de religião da Albright College, explica que não há sólido consenso entre os estudiosos sobre se biografias ou autobiografias verdadeiras existiam no mundo antigo. Um dos principais argumentos acadêmicos contra esta teoria é que o conceito de individualidade não existia até o Renascimento europeu, levando Koosed a escrever "... assim, a autobiografia é um produto criado pela civilização europeia: Agostinho gerou Rosseau, que gerou Henry Adams, e assim por diante". Koosed afirma que o uso da primeira pessoa "eu" em textos funerários comemorativos egípcios antigos não deve ser levado literalmente, uma vez que o suposto autor já está morto. Textos funerários devem ser considerados biográficos em vez de autobiográficos. Adverte que o termo "biografia" aplicado a esses textos é problemático, uma vez que eles também costumam descrever experiências de uma pessoa falecida caminhando através da vida após a morte.
Começando com as estelas funerárias para os funcionários da III dinastia tardia, pequenas quantidades de detalhes biográficos foram adicionados ao lado de títulos dos homens falecidos. No entanto, não foi até a VI dinastia que narrativas das vidas e carreiras dos funcionários do governo foram inscritos. Biografias em túmulos tornaram-se mais detalhadas durante o Império Médio, e incluíam informações sobre a família da pessoa falecida. A grande maioria dos textos autobiográficos são dedicados a burocratas dos escribas, mas durante o Império Novo alguns foram dedicados a oficiais militares e soldados. Textos autobiográficos da Época Baixa colocam uma maior ênfase em buscar ajuda de divindades do que agir com justiça para ter sucesso na vida. Considerando textos autobiográficos anteriormente lidando exclusivamente com celebrações de vidas bem sucedidas, textos autobiográficos da Época Baixa incluem lamentos de morte prematura, semelhantes aos epitáfios da Grécia Antiga.

### Decretos, crônicas, listas dos reis e histórias

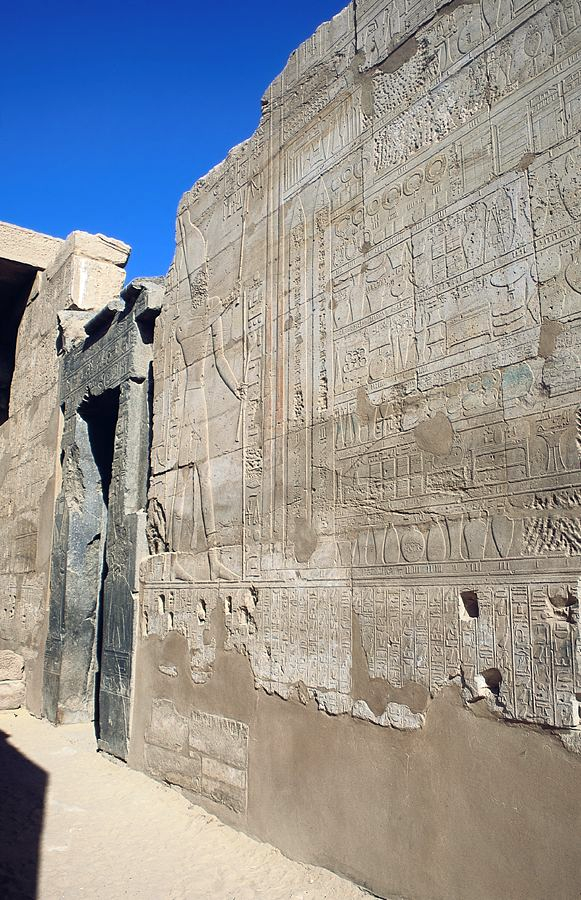
Os Anais do faraó em Carnaque

Os historiadores modernos consideram que alguns textos biográficos — ou autobiográficos — são documentos históricos importantes. Por exemplo, as estelas biográficas de generais militares nos túmulos das capelas construídas sob Tutemés III fornecem grande parte da informação conhecida sobre as guerras na Síria e na Palestina. No entanto, os anais de Tutemés III, esculpidos nas paredes de vários monumentos construídos durante o seu reinado, tais como os de Carnaque, também preservam as informações sobre essas campanhas. Os anais de Ramessés II (r. 1279–1213 a.C.), narrando a Batalha de Cadexe contra os hititas incluem, pela primeira vez na literatura egípcia, um poema épico narrativo, que se distingue de toda a poesia anterior, que serviu para comemorar e instruir.
Outros documentos úteis à investigação da história egípcia são listas de reis antigos encontrados nas crônicas lapidares, como a Pedra de Palermo da V dinastia. Estes documentos legitimaram reivindicações do faraó contemporâneo à soberania. Ao longo da história do Antigo Egito, decretos reais relataram os feitos dos faraós dominantes. Por exemplo, o faraó núbio Piiê (r. 752–721 a.C.), fundador da XXV dinastia, teve uma estela erigida e escrita em egípcio médio clássico que descreve com nuances e cores vivas incomuns imagens de suas campanhas militares bem-sucedidas.
Um historiador egípcio, conhecido por seu nome grego como Manetão (c. século III a.C.), foi o primeiro a compilar uma história abrangente do Egito. O historiador estava ativo durante o reinado de Ptolemeu II (r. 283–246 a.C.) e usado Histórias do grego Heródoto (ca.  484–425 a.C.) como sua principal fonte de inspiração para uma história do país escrito em grego. No entanto, as fontes primárias para o trabalho de Manetão eram as listas crônicas de reis de dinastias egípcias anteriores.

### Grafite em túmulos e templos

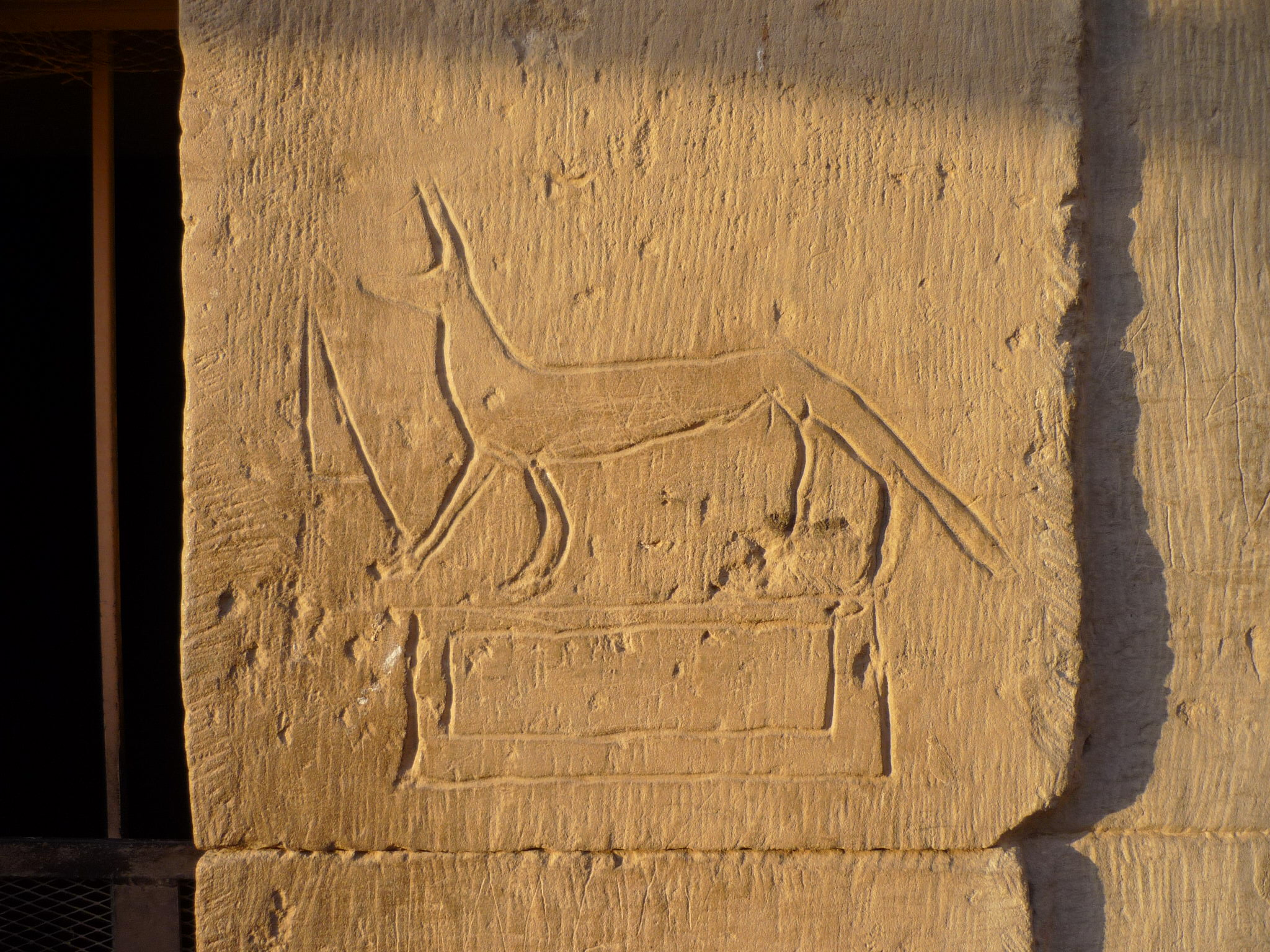
Grafite artístico de uma figura canina no Templo de Com Ombo, construído durante a dinastia ptolemaica

Fischer-Elfert distingue a escrita em grafite do Antigo Egito como um gênero literário. Durante o Império Novo, escribas que viajaram para locais antigos muitas vezes deixavam mensagens em grafite nas paredes de templos mortuários sagrados e pirâmides, geralmente em comemoração dessas estruturas. Os estudiosos modernos não consideram que esses escribas tenham sido meros turistas, mas peregrinos que visitavam locais sagrados onde os centros extintos de culto poderiam ser usados para a comunicação com os deuses. Há evidências de um óstraco educacional encontrado na tumba de Senemute (TT71) cujo grafite estereotipado escrito era praticado nas escolas de escribas. Em uma mensagem de grafite, à esquerda no templo mortuário de Tutemés III em Deir Elbari, um ditado modificado das Máximas de Ptaotepe é incorporado numa oração escrita na parede do templo. Escribas geralmente escreviam seu grafite em grupos separados para distinguir a sua com a dos outros. Isso levou à competição entre os escribas, que, às vezes, denegriam a qualidade do grafite inscrito por outros, até mesmo antepassados da profissão.

## Legado, tradução e interpretação
Depois dos coptas se converterem ao cristianismo nos primeiros séculos depois de Cristo, sua literatura copta cristã se separou das tradições literárias faraônicas e helenísticas. No entanto, estudiosos especulam que a literatura egípcia antiga, talvez na forma oral, teve um impacto sobre a literatura grega e árabe. Os paralelos são atraídos entre os soldados egípcios esgueirando em Jafa, escondidos em cestas para capturar a cidade na história A Tomada de Jopa, e os gregos de Micenas que se esgueiraram em Troia dentro do Cavalo de Troia. A Tomada de Jopa também tem sido comparada à história árabe de Ali Babá em As Mil e Uma Noites. Tem-se suspeitado que Simbá, o Marujo pode ter sido inspirada no faraônico Conto do Náufrago. Algumas literaturas egípcias foram comentadas pelos eruditos do mundo antigo. Por exemplo, o historiador judeu romano Flávio Josefo (37–ca. 100) citou e forneceu comentários sobre textos históricos de Manetão.

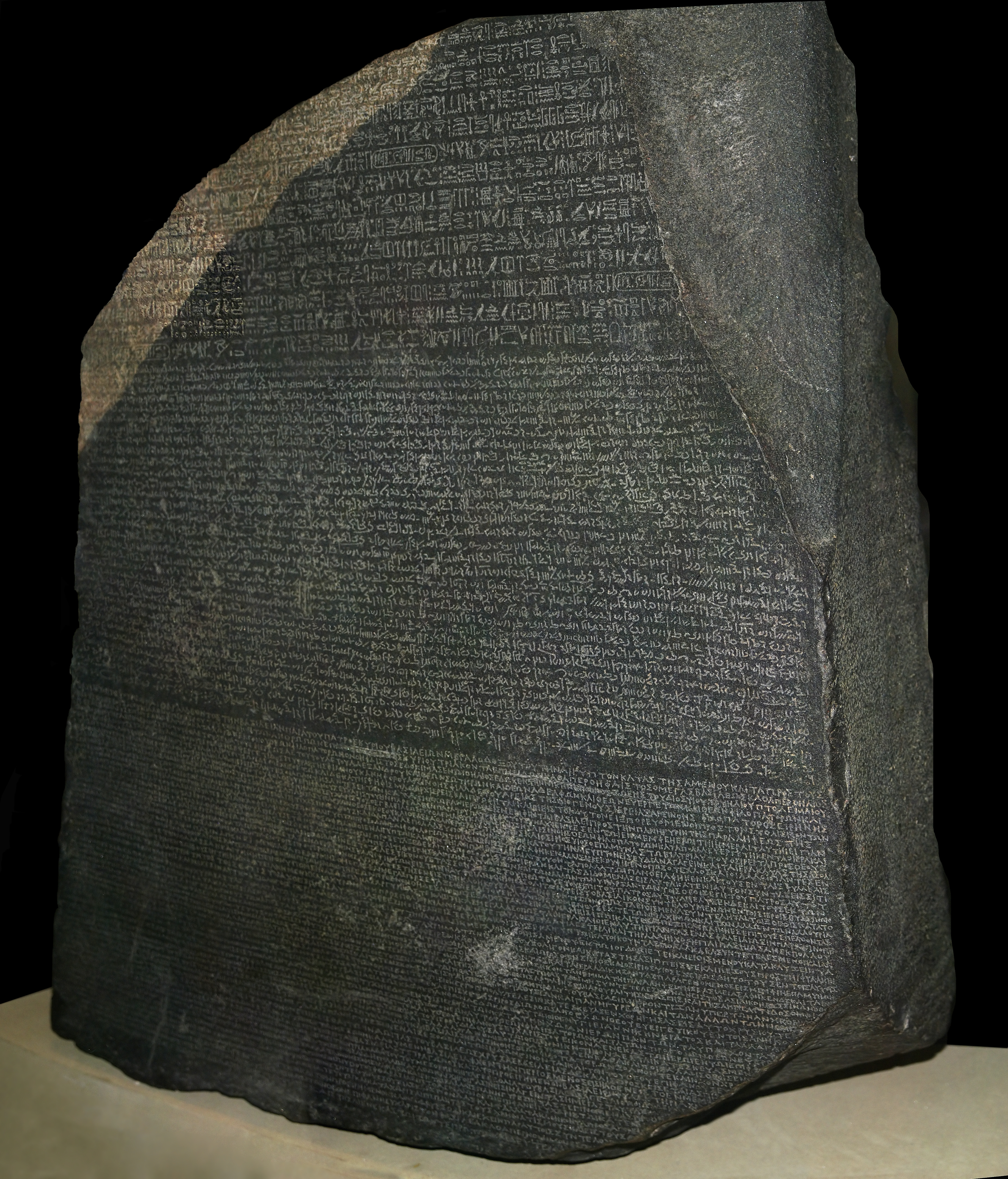
A Pedra de Roseta trilíngue no Museu Britânico

A inscrição hieroglífica mais recentemente esculpida do Antigo Egito conhecida hoje é encontrada em um templo de Filas, datado precisamente de 394 d.C., durante o reinado do imperador romano Teodósio (r. 379–395). No século IV d.C., o helenístico egípcio Horapolo compilou um levantamento de quase duas centenas de hieróglifos egípcios e forneceu a sua interpretação de seus significados, embora o seu entendimento fosse limitado e não tinha conhecimento dos usos fonéticos de cada hieróglifo. Este inquérito foi aparentemente perdido até 1415, quando o italiano Cristóvão Buondelmonti os adquiriu na ilha de Andros. Athanasius Kircher (1601–1680) foi o primeiro na Europa a perceber que o copta era um descendente direto da linguística egípcia antiga. Em seu Oedipus Aegyptiacus, fez o primeiro esforço europeu combinado para interpretar o significado dos hieróglifos egípcios, embora com base em inferências simbólicas.
Não foi até 1799, com a descoberta de Napoleão de uma inscrição em estela trilíngue (ou seja, hieroglífico, demótico e grego) na Pedra de Roseta, que os estudiosos modernos foram capazes de decifrar a literatura egípcia antiga. O primeiro grande esforço para traduzir os hieróglifos da Pedra de Roseta foi feitas por Jean-François Champollion (1790–1832) em 1822. Os primeiros esforços de tradução da literatura egípcia durante o século XIX foram tentativas para confirmar eventos bíblicos.
Antes da década de 1970, o consenso acadêmico era de que a literatura egípcia antiga — embora partilhando algumas semelhanças com as categorias literárias modernas — não era um tratado independente, não influenciado pela antiga ordem sociopolítica. No entanto, a partir da década de 1970, um número crescente de historiadores e estudiosos literários têm questionado essa teoria. Embora os estudiosos antes dessa década tratavam obras literárias egípcias antigas como fontes históricas viáveis que refletiram com precisão as condições desta sociedade antiga, acadêmicos atualmente alertam contra esta abordagem. Eruditos estão cada vez mais usando uma abordagem hermenêutica multifacetada para o estudo de obras literárias individuais, em que não só o estilo e conteúdo, mas também o contexto cultural, social e histórico dos trabalhos são levados em conta. Trabalhos individuais podem então ser utilizados como estudos de caso para reconstruir as principais características do antigo discurso literário egípcio.
A interpretação acerca da literatura egípcia apresenta duas vertentes: i) autores como Wolfgang Helck que defendem uma interpretação literal acerca dos textos; ii) e autores como Miriam Lichtheim que defendem que os textos possuíam características literárias. Os autores divergem na interpretação da Sátira dos Ofícios. Enquanto Helck defende a ideia de que este texto representa a visão depreciativa dos escribas acerca das demais profissões, Litchtheim afirma que a Sátira dos Ofícios é um gênero humorístico.
Por isso, pode-se perceber que os textos egípcios apresentam divergências de interpretação. Conforme Roland Enrmarch, a literatura moderna criou alguns impasses para a interpretação desses textos antigos. Desde Helck se trabalhou a hipótese de que esses textos chegaram até os dias atuais num intuito de transmissão normativa, ao passo que foi se perdendo a estrutura original do texto em decorrência da distância temporal. James Allen afirma que estes textos do Império Médio derivam de uma estrutura educacional egípcia centralizada nas Escolas do Escribas, fundada pelo faraó Nebhpetra Mentuhotep II, da 11ª Dinastia, na cidade de Tebas. O problema da transmissão destes textos e de sua fragmentação, defende o autor, é devido à estrutura oral. Isto é, uma vez que a educação era obtida a partir da oralidade, a medida em que se difundiu as atividades escribas no Reino Médio, encontram-se estruturas lexicais que causam dubiedade ao sentido dos textos. Uma prova disso, segundo Allen, é a presença de verse points. Isto é, possíveis correções feitas em tinta vermelha sobre os textos originais. Provando que a literatura do Reino Médio especializou a escrita egípcia. 